# Московское центральное кольцо

Масштабная схема Московского центрального кольца

Моско́вское центра́льное кольцо́ (МЦК) — маршрутная линия железнодорожного пассажирского транспорта в Москве, частично интегрированная с метрополитеном по системе оплаты проезда и пересадкам. Представляет собой городскую систему движения электропоездов по основному ходу Малого кольца Московской железной дороги (МК МЖД). РЖД осуществляет перевозки по договору с заказчиком проекта — ГУП «Московский метрополитен».
Московский метрополитен и департамент транспорта Москвы декларируют, что уровень обслуживания пассажиров «полностью соответствует стандартам метро» с точки зрения регулярности движения поездов, организации оплаты проезда и навигации. Всё это создаёт единое с метрополитеном пространство. В связи с этим Московский метрополитен позиционирует МЦК как 14-ю линию, однако по совокупности характеристик МЦК является не метрополитеном, а «городской электричкой». На вестибюлях станций наряду с логотипом РЖД присутствует логотип метрополитена. Маршрут обозначается на схемах метро белой линией с красной окантовкой под названием МЦК и порядковым номером . Проектирование и строительство системы велось под обозначением Московская кольцевая железная дорога (МКЖД); в июне 2016 года было объявлено о том, что на схемах Московского метрополитена система будет обозначена как Вторая кольцевая линия метрополитена, а в июле 2016 года система получила официальное название Московское центральное кольцо (МЦК).

## Описание
Малое кольцо МЖД, на котором организовано движение электропоездов МЦК, имеет длину 54 км, располагается вблизи исторически центральной части города, окружая Садовое кольцо на расстоянии от 2,5 до 9 км, на западе, юго-западе и юго-востоке вплотную приближается к Третьему транспортному кольцу и проходит вдоль трассы последнего. На линии устроен 31 остановочный пункт с пересадками на 10 линий метро и 9 радиальных направлений железной дороги. Логистическая роль МЦК предполагает генерацию нового пассажиропотока и оттягивание его от метрополитена, а также связь и консолидацию радиальных направлений метро и железной дороги.
Как Московская окружная железная дорога магистраль была открыта в 1908 году, до 1934 года по ней осуществлялись пассажирские и грузовые перевозки, затем — только грузовые и технического характера. После реконструкции два главных пути магистрали используются преимущественно для пассажирского движения. Для грузовых перевозок и технологического движения используется новый, построенный на большей части линии (37 км) третий главный путь. Вся железнодорожная инфраструктура находится в собственности ОАО «РЖД». В ночной перерыв в целях диагностики и обслуживания пассажирские пути используются для технологического движения дефектоскопов, путеизмерителей, рельсосмазывателей, мотрис.
Пассажирское движение на линии было открыто 10 сентября 2016 года в присутствии президента Российской Федерации В. В. Путина и мэра Москвы С. С. Собянина. Первый месяц (по 10 октября включительно) МЦК работало бесплатно.
15-летний контракт Московского метрополитена, как заказчика услуг по перевозке пассажиров, с компанией-перевозчиком РЖД составил 57,7 млрд руб.
С 2021 года на МЦК должно было начаться внедрение беспилотных поездов. В 2019—2020 годах планировалось создать опытные образцы, протестировать автоматическое управление, разработать нормативную базу для беспилотных поездов на МЦК и построить непреодолимое ограждение линии.

## Предыстория
Московская окружная железная дорога (МОЖД) была построена вокруг Москвы по проекту архитектора и инженера П. И. Рашевского в 1903—1908 годах. Её протяжённость составила 54 км.
Отсчёт вёрст новой железной дороги начинался от точки её пересечения с Николаевской железной дорогой по часовой стрелке. На дороге были выстроены 14 станций, два остановочных пункта (Потылиха у Николаевского моста, Военное поле близ Ходынских военных лагерей) и один телеграфный пост (Братцево). Для пассажиров были построены вокзалы (все они — образцы московского модерна начала XX века), выполненные в едином стиле, часть из которых сохранилась по сей день. Все пассажирские здания располагались внутри кольца, со стороны центра города, а товарные платформы, пакгаузы, станционные пути — с внешней стороны.
Первоначально по дороге перевозились не только грузы, но и пассажиры. До 1917 года МОЖД развозила по Москве рабочих и служащих прилегающих к ней предприятий, хотя пассажиров всегда не хватало. К концу 1920-х годов районы, по которым проходит трасса МОЖД, получили надёжное трамвайное и автобусное сообщение, и в 1934 году пассажирское движение по кольцу было закрыто.
После войны одновременно с продолжением перевода Московского железнодорожного узла на электротягу встал вопрос об электрификации Малого кольца. Первые предложения по этому поводу прозвучали ещё в 1946 году, однако без полномасштабных и дорогостоящих работ сделать это было невозможно. Тем не менее, к вопросу необходимости электрификации линии возвращались постоянно — и во время XX съезда КПСС 1956 года, и в генеральной схеме размещения производительных сил 1966-го, и в очередном проекте электрификации 1996-го. Неоднократно поднимался и вопрос о возвращении пассажирского движения. Однако старые мосты с низкими порталами не позволяли просто и дёшево электрифицировать трассу, а организация пассажирского сообщения требовала сооружения новых пассажирских платформ в местах, удобных для пересадки на другие виды транспорта, в результате чего эти планы в XX веке так и не были воплощены.
В 1997 году разрабатывался проект организации пассажирских перевозок по кольцу дизельными рельсовыми автобусами, предполагалась модернизация существующих станций кольца, был создан рельсовый автобус РА1. В 2001 году этот проект продвигал мэр Москвы Юрий Лужков. Проект не предусматривал масштабной реконструкции и электрификации всего кольца, а подразумевал запуск по имевшейся инфраструктуре специального подвижного состава мытищинского завода Метровагонмаш — двух- или трёхсекционных рельсовых автобусов. Начальник МЖД Геннадий Фадеев заблокировал проект, поскольку он был полностью нежизнеспособным, создавал угрозу транспортной безопасности и не учитывал реального наплыва пассажиров.
С 2000-х годов по 2014 год на Малом кольце в экскурсионном режиме изредка ходили пассажирские ретропоезда под паровозной тягой, состоящие из одного или нескольких вагонов. Поезда обычно отправлялись с вокзалов Москвы (чаще всего — Рижского и Киевского) и затем съезжали на Малое кольцо, где делали от одной до нескольких остановок возле исторических вокзалов его станций. Впоследствии их движение по кольцу было отменено.

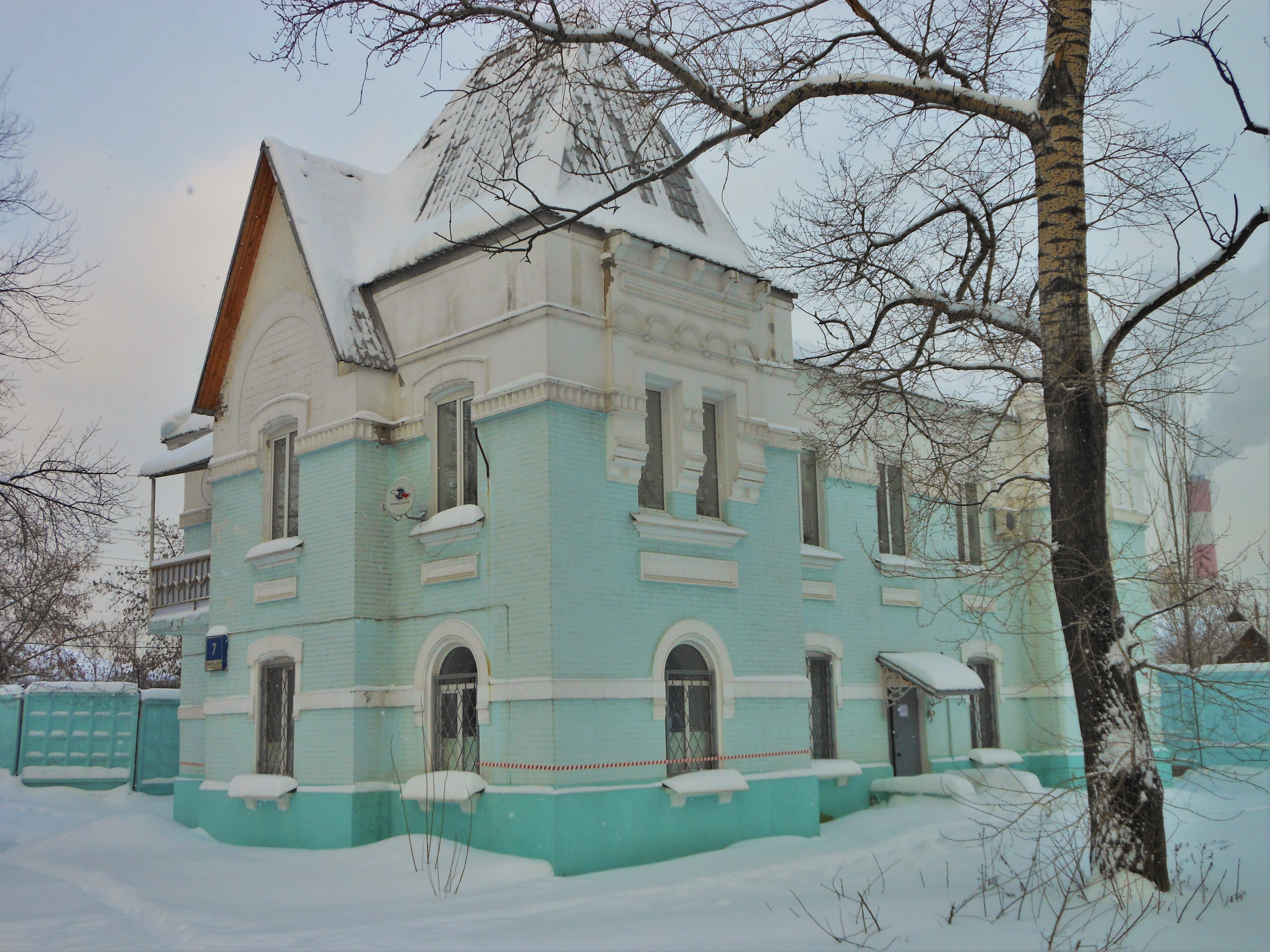
Исторический вокзал станции Андроновка (построен в 1908 г.)
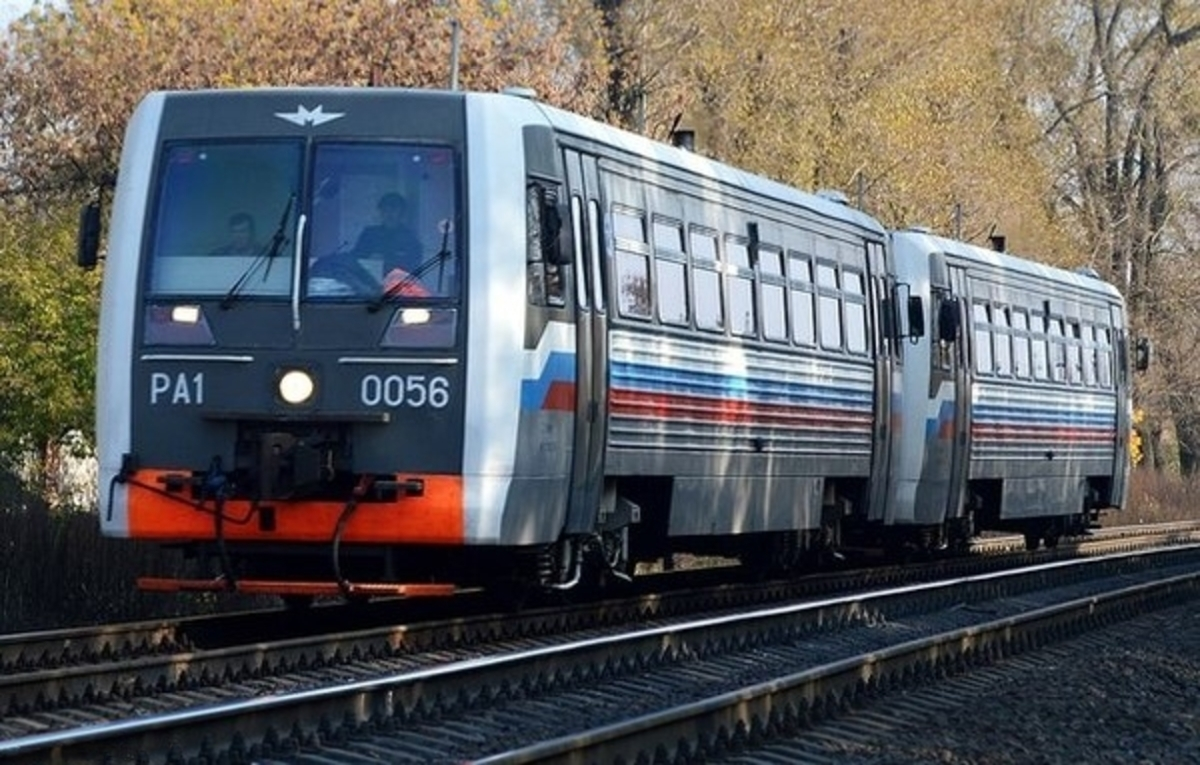
В 2001 году мэр Москвы Юрий Лужков планировал запустить по кольцу рельсовый автобус[38]. На иллюстрации — РА1
- Пассажирский ретропоезд в составе паровоза Эу, пассажирского вагона и паровоза Л на Малом кольце, ноябрь 2013 года

## История запуска

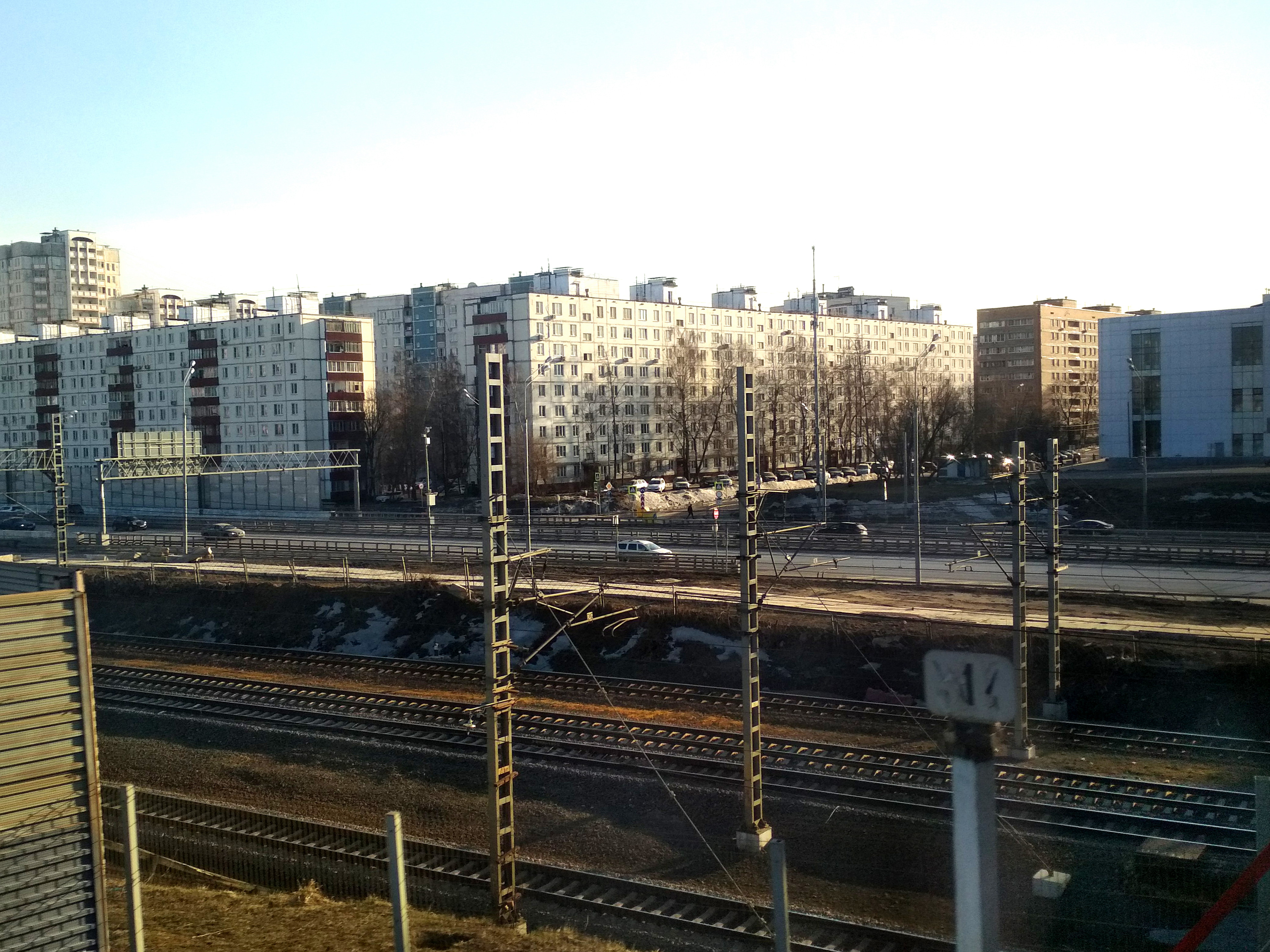
1-й км МЦК (в начале путепровода над Октябрьской ж/д и СВХ)

### Проектирование
В 2001 году был разработан проект организации пассажирского сообщения электропоездов на Малом кольце МЖД в режиме наземной линии метро, предусматривающий пересадки на станции метрополитена и остановочные пункты пригородных поездов на радиальных железнодорожных направлениях. Первичное соглашение о реализации проекта по реконструкции и электрификации кольца для запуска пассажирской линии городской электрички было подписано правительством Москвы и руководством ОАО «РЖД» при согласии председателя правительства России В. В. Путина в 2008 году. Для реконструкции кольца и запуска пассажирского движения по нему в 2011 году РЖД и Правительство Москвы на паритетных условиях учредили совместную компанию ОАО «МКЖД», при этом каждая из сторон продолжала инвестировать в проект и самостоятельно.
Проект организации кольцевой линии городской электрички в составе транспортной сети Москвы был разработан в рамках долгосрочной программы «Город, удобный для жизни», концепции обеспечения транспортной доступности в Московском регионе, развития транспортной системы столицы, избавления города от пробок. 11 июня 2011 года проект МКЖД одобрен на встрече председателя правительства РФ Владимира Путина и главы ОАО «РЖД» Владимира Якунина.
В 2011—2012 годах разработана проектная документация на инфраструктуру, подготовлены градостроительные обоснования, проекты планировки территорий и документация для строительства транспортно-пересадочных узлов (ТПУ). Генеральным проектировщиком выступила компания АО «Росжелдорпроект». «Мосжелдорпроект» — филиал АО «Росжелдорпроект» — был определён головным проектным институтом, кроме него проектно-изыскательские работы осуществлял ряд других профильных институтов компании.

### Реконструкция инфраструктуры линии

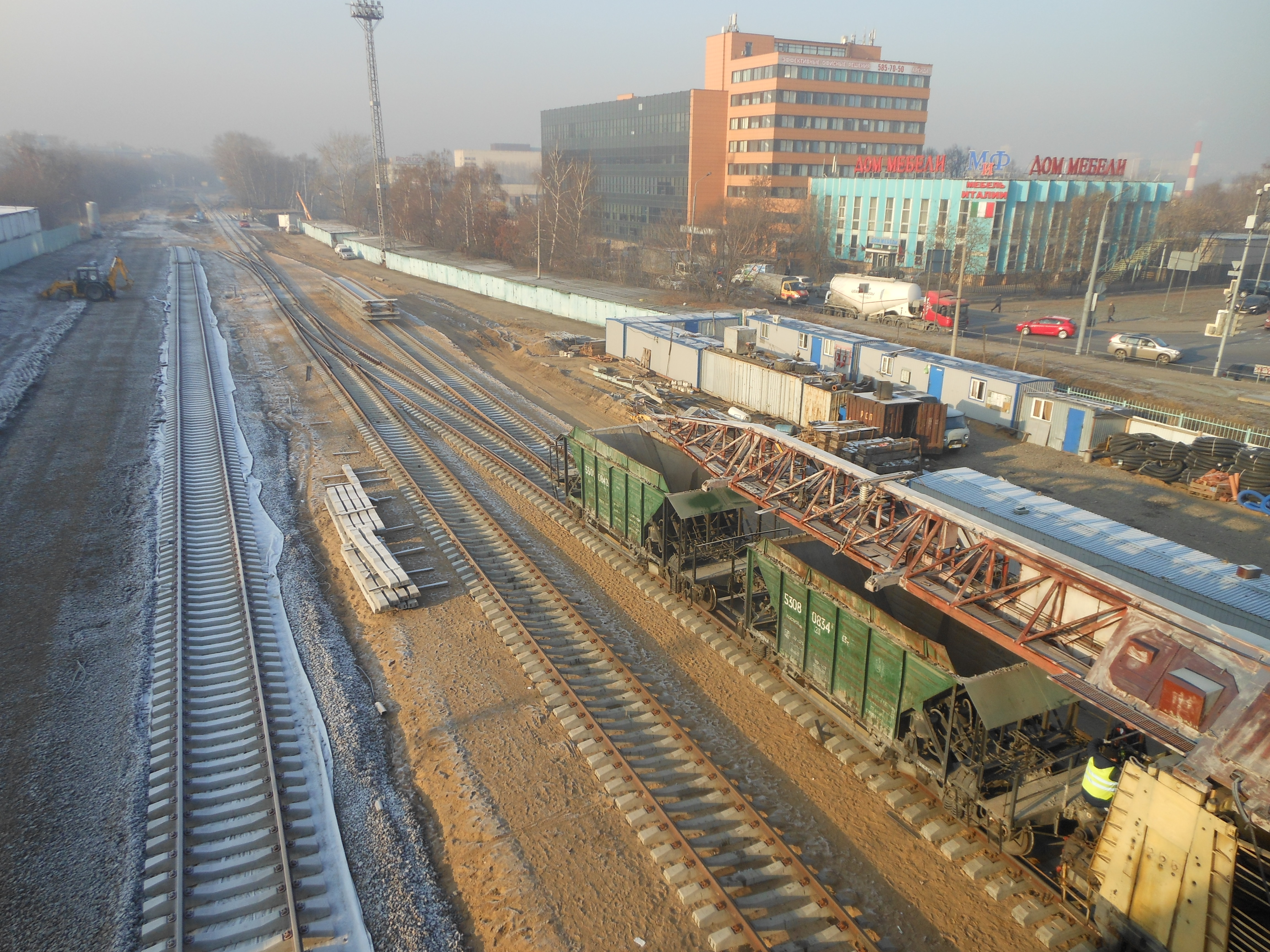
Переукладка путей на станции Владыкино, ноябрь 2014 года

Реконструкция МКЖД для возможности запуска движения городской электрички осуществлена в период с 2012 по 2016 год за счёт средств федеральных инвестиций, ОАО «РЖД», правительства Москвы и группы компаний-инвесторов. В ходе реконструкции была проведена замена путей на бесстыковые для бесшумного движения поездов, произведена реконструкция мостов, осуществлена электрификация линии, сооружены остановочные пункты для электропоездов, интегрированные с транспортно-пересадочными узлами, обновлена система сигнализации и автоблокировки на линии. Внедрена система микропроцессорной централизации (МПЦ) без использования светофоров, где применяются рельсовые цепи с плавающими стыками. Автоматика и телемеханика линии позволяют в будущем обеспечить движение поездов в беспилотном режиме, с использованием цифровых технологий и радиоканалов; первая экспериментальная поездка в автоматическом режиме под контролем машиниста была намечена на 2019 год.
Для возможности грузового движения в дневное время без помех электричкам был сооружён третий главный путь на 2/3 протяжённости кольца (кроме 17-километрового участка Пресня — Канатчиково — Угрешская, где третий путь не был сооружён из-за сложной инфраструктуры (мосты через Москву-реку, Гагаринский тоннель, вплотную примыкающие к железнодорожным путям Третье транспортное кольцо и объекты городской инфраструктуры) и особенностей рельефа). В ходе реконструкции кольца за пределы города были выведены пять грузовых дворов, всего в сферу благоустройства попало 8,5 тысячи га столичной территории.
Для городской электрички был обустроен 31 остановочный пункт с высокими платформами, которые строились с нуля, при этом имеющиеся возле вокзалов исторических станций низкие платформы и занимаемая ими площадь не были использованы при возведении новых платформ. К моменту начала реконструкции уже существовала подземная платформа Площадь Гагарина, а в 2013—2016 годах она была реконструирована и отделана. Из новых платформ раньше всего (в конце 2013 года) было начато строительство остановочного пункта Лужники. Непосредственное строительство большинства остальных платформ началось весной 2015 года. Вначале строились платформы, после их завершения начинали строить мосты с эскалаторами. К сентябрю 2016 года работы по возведению практически всех платформ были завершены, также были возведены примыкающие к ним павильоны с кассами и турникетами и лестницы, однако работы по отделке павильонов и лестниц у части платформ ещё не были завершены. К моменту запуска пассажирского движения 10 сентября оказались не готовы к открытию 5 платформ из 31, однако на 8 ноября они были открыты все. Помимо указанных платформ, планировалась и обозначалась на схемах 32-я платформа Пресня (в границах одноимённой станции), решение о её строительстве должно было быть принято после запуска пассажирского движения.
По состоянию на конец второго квартала 2016 года, работы по реконструкции дороги были выполнены на 97 %, при этом были закончены укладка пути и электрификация, что позволило начать эксплуатацию электропоездов на полном кольцевом маршруте в тестовом режиме. Однако линия на тот момент ещё не была готова принять первых пассажиров, поскольку вестибюли и сходы на платформы у значительной части пассажирских остановочных пунктов ещё продолжали строиться.[значимость факта?] В ходе реконструкции МЦК на значительном числе его участков производилась массовая перекладка путей и стрелочных переводов. В результате изменилась схема путевого развития, что повлекло некоторые изменения в административно-территориальном делении г. Москвы: так, в ВАО из-за перекладки подъездного пути к ТЭЦ-23 в северной горловине станции Черкизово, по которому проходит граница района Гольяново и Метрогородок, район Богородское утратил общую границу с районом Гольяново.[значимость факта?]

### Организация перевозок

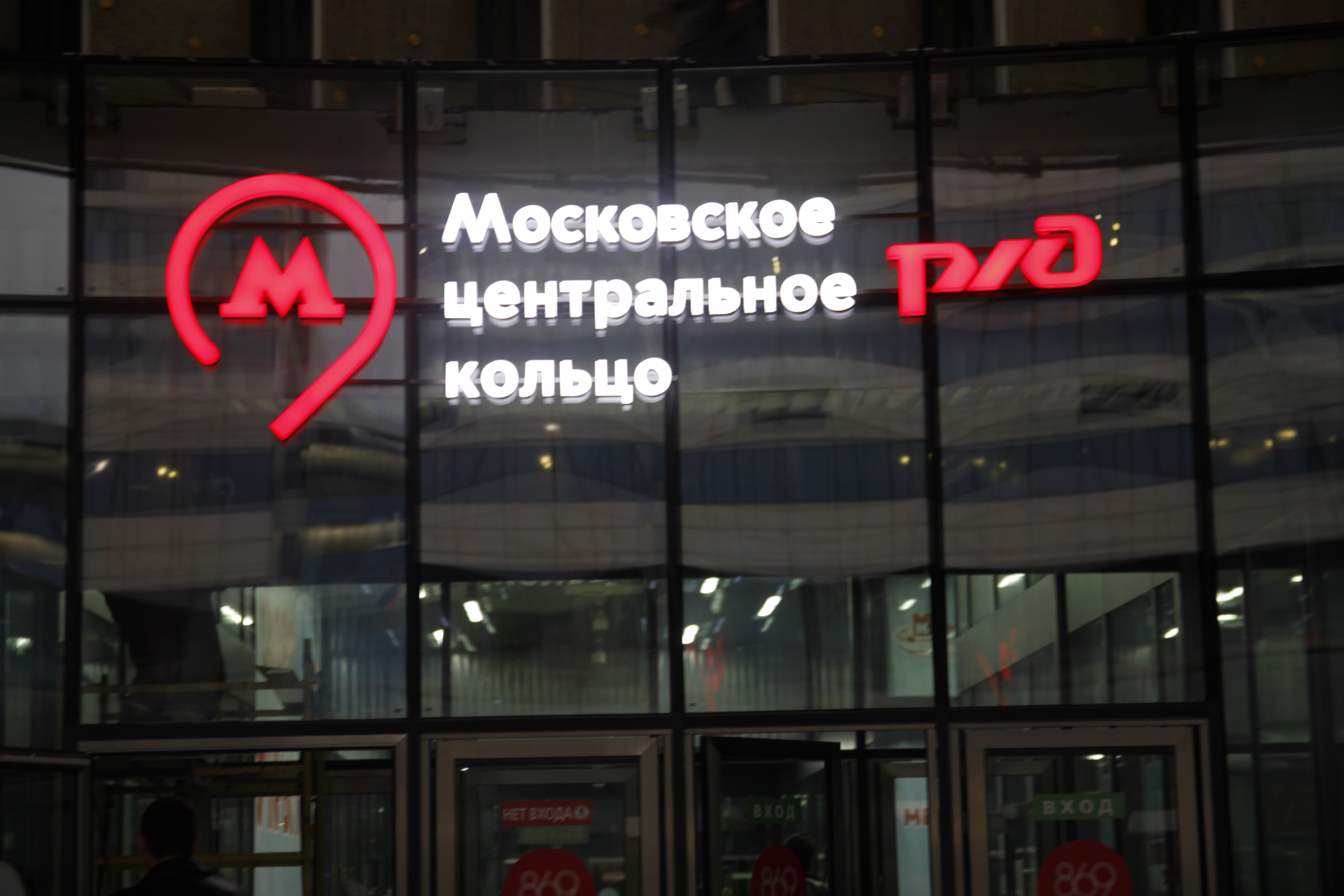
Вывеска при входе на одну из платформ МЦК с логотипами метрополитена и РЖД

Организация перевозок на пассажирской линии постановлением правительства Москвы № 799-ПП от 9 декабря 2013 года была возложена на ГУП «Московский метрополитен». Конкурс на выбор перевозчика 29 декабря 2014 года сроком на 15 лет выиграла Центральная пригородная пассажирская компания (ЦППК). Управление движением, обслуживание и контроль инфраструктуры МКЖД будут[когда?] осуществлять специальный диспетчерский круг, созданный в Центре управления пригородным комплексом, а также другие подразделения Московской железной дороги. 21 января 2016 года ОАО «ЦППК» и ОАО «РЖД» заключили соглашение о переуступке договора на транспортное обслуживание МКЖД, вследствие чего исполнять заказ столичного правительства на пассажирские перевозки по МКЖД будет железнодорожный холдинг; данная сделка была согласована правительством Москвы в лице ГУП «Московский метрополитен». Организует транспортное обслуживание на МКЖД Московская дирекция скоростного сообщения (МДОСС), являющаяся структурным подразделением Дирекции скоростного сообщения — филиала ОАО «РЖД». При этом вице-мэр Москвы по вопросам транспорта и развития дорожно-транспортной инфраструктуры Максим Ликсутов отметил, что «железнодорожному кольцу вскоре предстоит стать фактически ещё одной линией метро».
С 21 декабря 2015 года дорога обозначалась на схемах Московского метрополитена как строящаяся 14-я линия. По данным «РЖД» и правительства Москвы, кольцевая железная дорога станет[когда?] для Москвы ещё одной веткой метро, только наземной.
С апреля 2016 года начала функционировать Московско-Окружная дистанция инфраструктуры Московской дирекции инфраструктуры, созданная на базе технических средств дистанций пути, сигнализации, централизации и блокировки. Система автоблокировки (АБ) предусмотрена с интервальным регулированием на базе аппаратуры Ebilock и АБТЦ-МШ, позволяющей варьировать межпоездные интервалы движения, увеличивать и уменьшать блок-участки в зависимости от пассажиропотока. Это даёт возможность обеспечить рост пассажиропотока за счёт такта, а не за счёт больших скоростей, которые не превышают 80 км/ч из-за множества остановочных пунктов и малого расстояния между ними.
По словам мэра Москвы Сергея Собянина, пассажирское движение по МКЖД позволит «создать ещё одно наземное кольцо Московского метрополитена и снизить нагрузку на действующую Кольцевую линию примерно на 15 процентов». Ожидается, что запуск МКЖД поможет разгрузить вокзалы Москвы и железнодорожные платформы радиальных направлений. Глава ОАО «РЖД» Олег Белозёров оценил провозную способность МКЖД в более чем 400 тысяч пассажиров ежедневно. По утверждению заместителя начальника Московского метрополитена Юрия Дегтярёва в декабре 2015 года, МКЖД будет[когда?] полноценной частью Московского метрополитена с едиными билетом и навигацией.

### Выбор подвижного состава

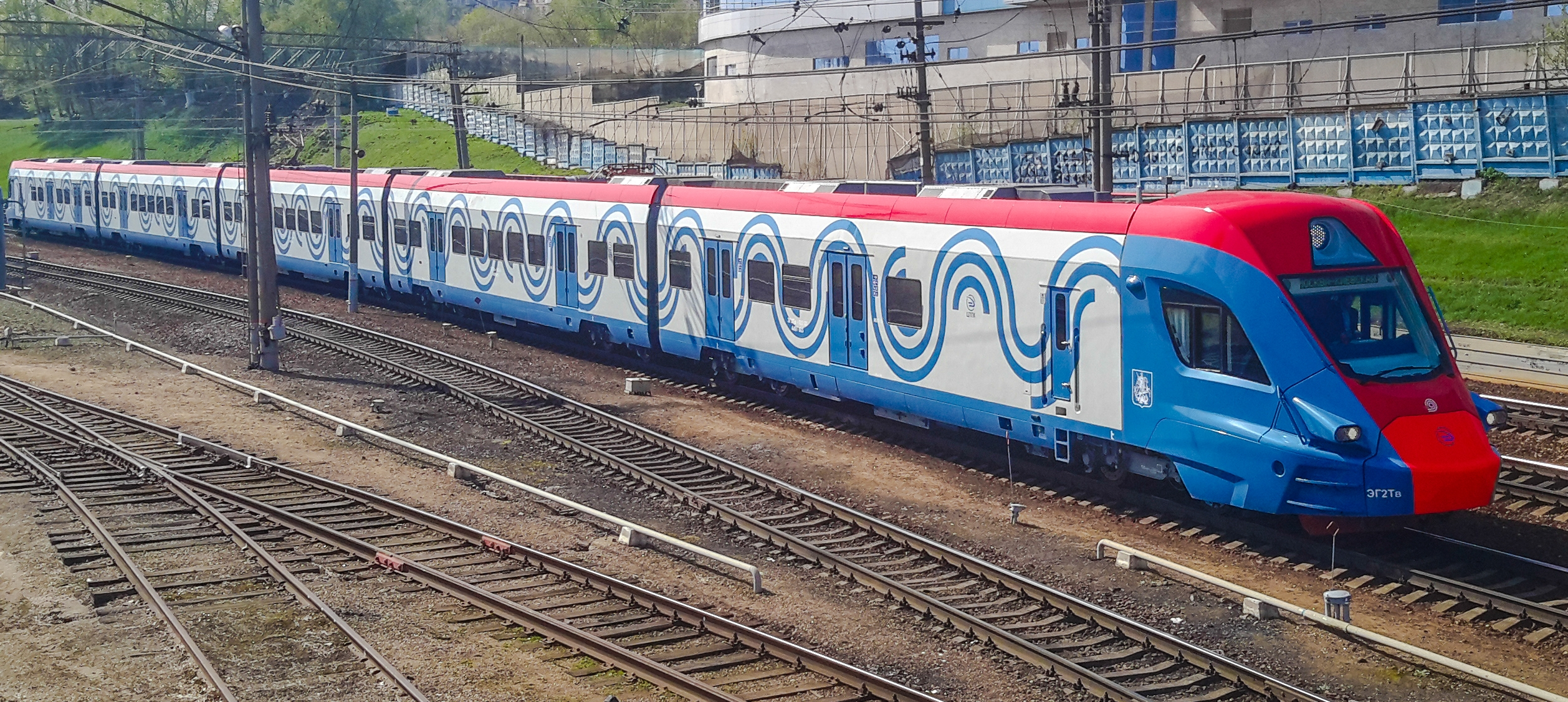
Электропоезд ЭГ2Тв «Иволга», ранее планировавшийся к эксплуатации на МЦК

Первоначально в качестве подвижного состава для городской электрички планировалось использовать электропоезда ЭГ2Тв «Иволга», разработанные в 2014 году Тверским вагоностроительным заводом как принципиально новые городские и пригородные поезда отечественной разработки, в начале 2015 года было изготовлено два пятивагонных поезда в городском исполнении специально для использования на МКЖД. В качестве альтернативы рассматривался вариант использования более дорогих электропоездов ЭС2Г «Ласточка» (Siemens Desiro) разработки немецкого концерна Siemens с локализацией производства на отечественном заводе Уральские локомотивы. Оба поезда имели бестамбурную конструкцию и салон городского исполнения с сиденьями, размещёнными по схеме 2+2.
Однако по состоянию на конец 2015 года обе модели не участвовали в конкурсе: первая не прошла испытания, вторая показалась компании ЦППК, которая на тот момент была выбрана перевозчиком, слишком дорогой для закупки и эксплуатации. Вместо них компанией ЦППК к концу года было решено использовать 35 шестивагонных электропоездов ЭД4М (модификация ЭД4М-500) производства Демиховского машиностроительного завода.
Упоминалось также о другой причине срыва конкурса. Как указывали вице-президент НП «Объединение производителей железнодорожной техники» Антон Зубихин и журнал Forbes, выгодный заказ на подвижной состав для МКЖД ещё с 2011 года вызвал жёсткую конкуренцию между двумя ведущими производителями железнодорожной техники в России — ЗАО «Трансмашхолдинг» и «Группой Синара». Каждый из этих концернов продвигал своё детище, первый — «Иволгу», а второй — «Ласточку». Поезда «Ласточка» в значительном количестве были закуплены РЖД в Германии, в России же «Группой Синара» налажено совместное с Siemens Desiro производство адаптированной модели этих поездов на заводе «Уральские локомотивы» в Верхней Пышме — именно с целью поставки и эксплуатации на МКЖД. Эту схему поддерживал президент РЖД Владимир Якунин, при котором были осуществлены закупки поездов Siemens в Германии. Однако после отставки Якунина в августе 2015 года, ситуация изменилась. Все ключевые фигуры, влияющие на управление МКЖД, — Максим Ликсутов, Михаил Хромов, Андрей Бокарев и гендиректор ОАО «МКЖД» Алексей Зотов — выходцы из «Трансмашхолдинга», поэтому закупать электропоезда «Ласточка» у конкурентов им оказалось невыгодно. В обстоятельствах, когда «Иволга» ещё не дошла до серийного производства, и появилось более простое и дешёвое решение: закупить обычные электропоезда Демиховского машзавода — предприятия «Трансмашхолдинга».
После переуступки прав перевозчика от ЦППК к РЖД 21 января 2016 года окончательный выбор подвижного состава для МКЖД сделан в пользу электропоездов «Ласточка», а планировавшиеся ранее электропоезда ЭД4М-500 так и не были изготовлены. В ноябре 2017 года опрос ВЦИОМ показал, что большинство пассажиров МЦК желают, чтобы и на других направлениях городского и пригородного железнодорожного движения использовались электропоезда «Ласточка» или этого класса. В ноябре 2017 года стало известно, что 23 состава поездов «Иволга» будут в октябре-ноябре 2018 года поставлены компании ЦППК для эксплуатации на линии Лобня — Одинцово проекта Московские центральные диаметры.

### Ввод в тестовую эксплуатацию

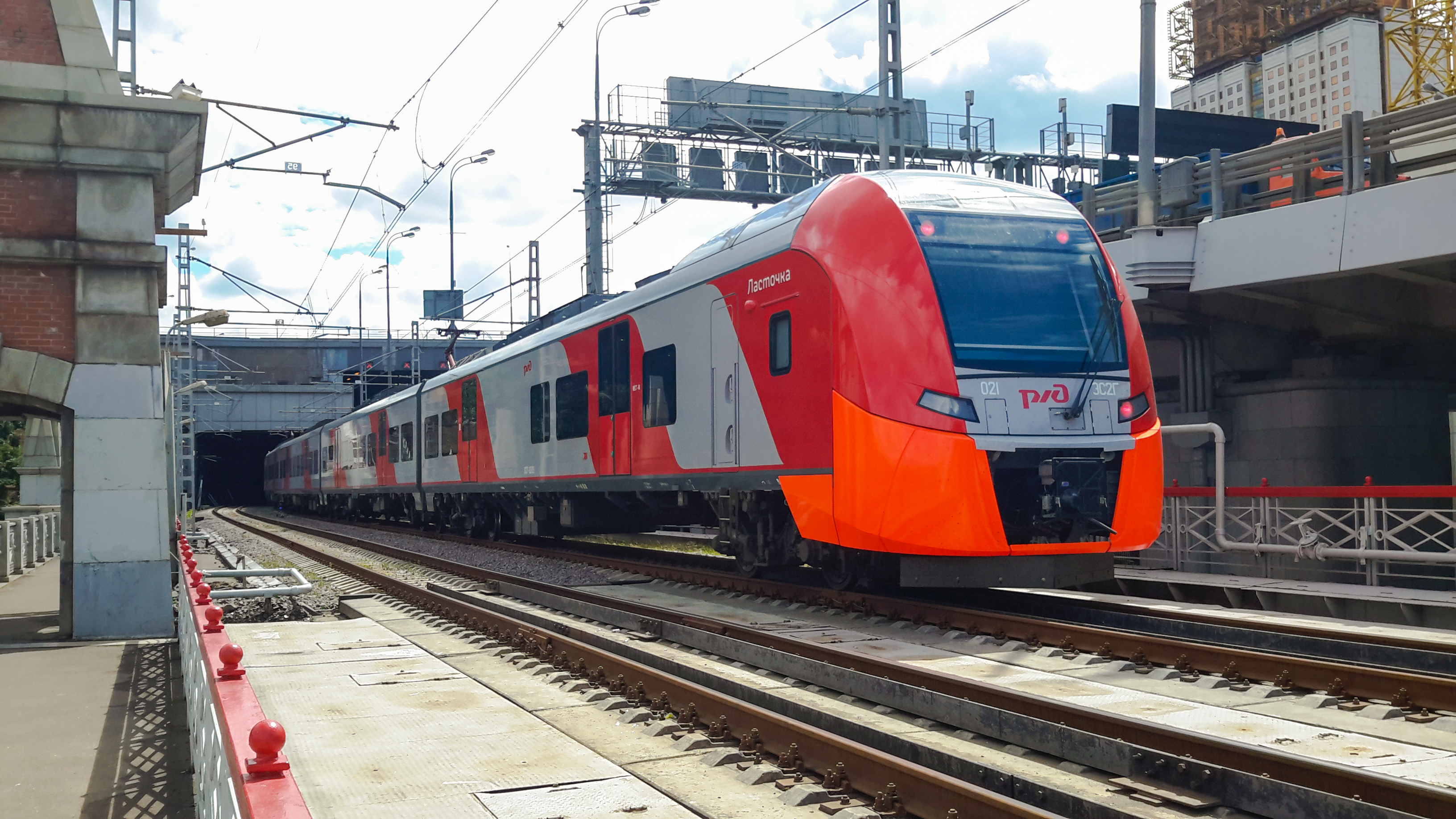
Электропоезд ЭС2Г-021 на въезде в Гагаринский тоннель

Тестовое движение по МКЖД планировалось начать в апреле 2016 года. Однако оно началось в мае 2016 года на опытном участке Канатчиково — Лихоборы. Тестовая обкатка всей линии была начата с 4 июля 2016 года по окончании реконструкции и электрификации главных путей. Первоначально по кольцу с заниженными скоростями курсировали только электропоезда ЭС2Г «Ласточка», которые и стали использоваться для пассажироперевозок. Позднее для полной загрузки инфраструктуры МКЖД ввиду отсутствия в депо достаточного количества «Ласточек», часть которых ещё не поступила с завода, к испытаниям привлекли 12 дополнительных электропоездов отечественной разработки серий ЭД4М, ЭТ2М и ЭР2Т, снятых с пригородных маршрутов, хотя их эксплуатация на кольце в будущем не планируется.
20 июля 2016 года произошёл первый инцидент. Электропоезд ЭД4М-0403 въехал на платформу Стрешнево, первую по маршруту его следования, и процарапал бок головного вагона. Данное происшествие повлекло временную остановку движения по кольцу, в течение нескольких часов после него путь вдоль платформы Стрешнево с помощью выправочно-подбивочно-рихтовочной машины был смещён чуть дальше от платформы для соответствия габаритам, после чего движение было возобновлено. Однако как негативное следствие смещения пути, между останавливающимися поездами и платформой образовался значительный зазор, создающий неудобства для пассажиров.
Федеральное агентство железнодорожного транспорта выдало в 2016 году разрешительные документы для временной эксплуатации МЦК, разрешение на постоянную эксплуатацию ожидается[уточнить] к концу 2017 года.

### Открытие и начало регулярной эксплуатации

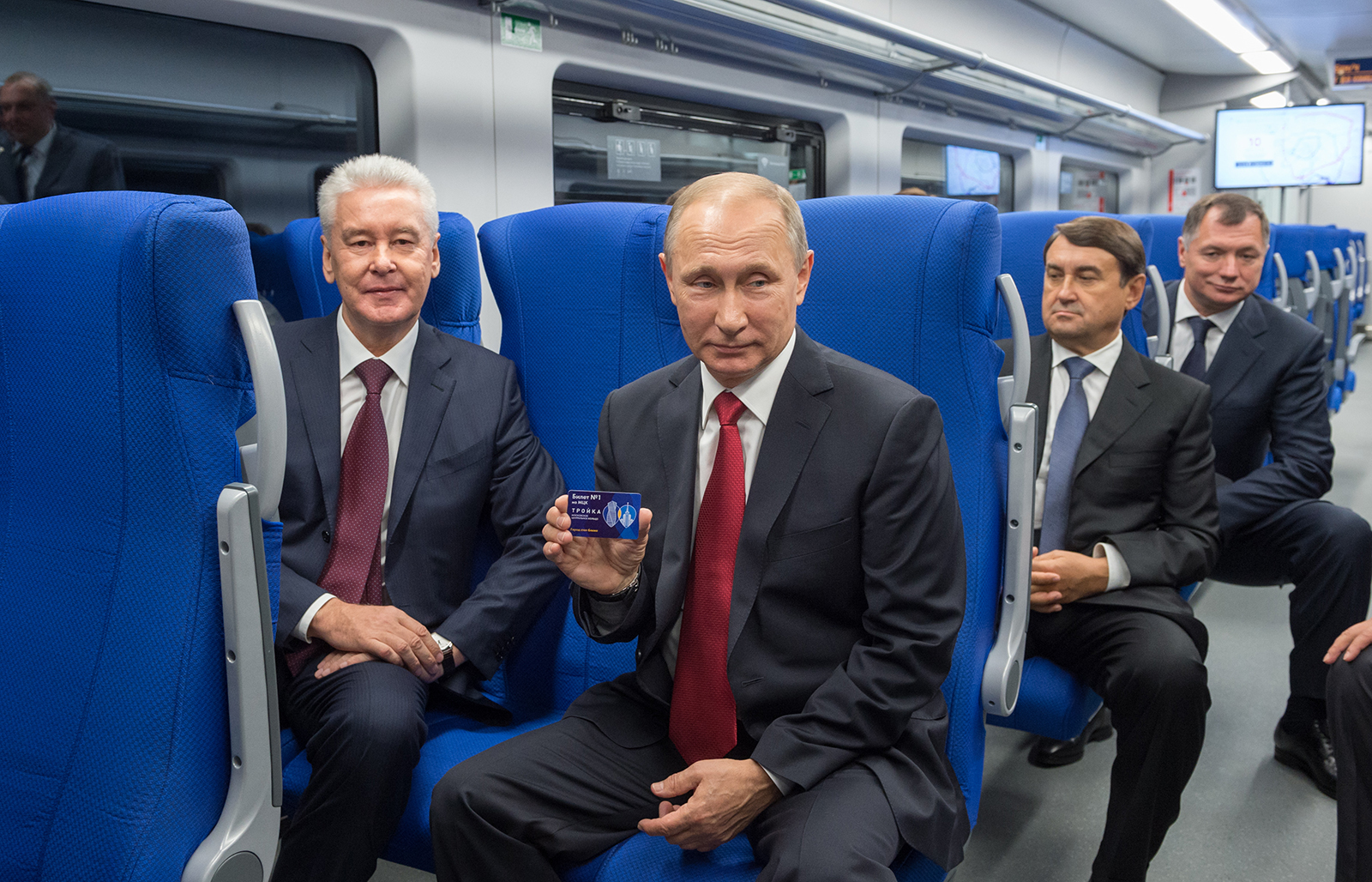
Владимир Путин (в центре) и Сергей Собянин (слева) в вагоне электропоезда «Ласточка» на МЦК

10 сентября 2016 года, в День города, состоялось открытие Московского центрального кольца. В церемонии открытия приняли участие президент России В. Путин и мэр Москвы С. Собянин, которые проехали по кольцу от платформы Лужники до платформы Площадь Гагарина и обратно.
В 14 часов платформы для всех пассажиров на МЦК были открыты, что ознаменовало начало регулярного пассажирского движения. Хотя движение открылось по всей длине кольца, для пассажиров было доступно лишь 26 остановок, Соколиная Гора и Дубровка открылись 11 октября, Коптево — 1 ноября, Зорге — 4 ноября, Панфиловская — 8 ноября.
В честь открытия была выпущена памятная серия карты «Тройка». В первый месяц после открытия проезд пассажиров по МЦК был бесплатным.

## Пассажиропоток
| Дата                                               | 10.10.2016 | 09.11.2016 | 31.03.2017 | 09.2017    | 14.12.2017 | 14.02.2018 | 12.04.2018 | 06.07.2018 | 02.04.2019 | 25.12.2019 |
| -------------------------------------------------- | ---------- | ---------- | ---------- | ---------- | ---------- | ---------- | ---------- | ---------- | ---------- | ---------- |
| Суточный (тыс. пасс.)                              | 200        | 300        |            | 400        | 431        |            | 444,5      |            | 543        | 581        |
| Всего с даты пуска нарастающим итогом (млн. пасс.) | 6          | 13         | 50         | 100        |            | 150        |            | 200        | 300        |            |
| Дата                                               | 02.03.2020 | 10.09.2020 | 07.10.2020 | 29.06.2021 | 09.2021    | 06.12.2021 | 22.02.2023 | 25.05.2023 | 11.09.2023 | 06.10.2023 |
| Суточный (тыс. пасс.)                              |            |            |            |            |            |            | 640,4      |            |            |            |
| Всего с даты пуска нарастающим итогом (млн. пасс.) | 440        | 485        | 500        | 600        | 633        | 666,5      | 863,4      | 900        | 945        | 956        |

2016
- В 2016 году за первый месяц работы (сентябрь-октябрь) лидером по пассажиропотоку стала станция Площадь Гагарина, которую использовало 25,8 тыс. человек/сутки[104].
- К 26 ноября 2016 года суточный пассажиропоток в будние дни стал стабильно превышать 300 тыс. пасс., а начиная с 12 сентября 2017 года превысил 400 тыс. пассажиров[85].

2017
- За 2017 год совершено почти 110 миллионов поездок[105].

2018
- 12 апреля 2018 года, в День космонавтики, был установлен рекорд пассажиропотока — МЦК воспользовалось 444,5 тысяч пассажиров[106].
- Новый рекорд пассажиропотока был установлен 16 мая — в этот день «Ласточки» на МЦК перевезли 450 тысяч пассажиров[107].
- 10 сентября 2018 года сообщено, что за два года перевезено более 222 млн человек[8]. 2 октября 2018 года был установлен новый суточный рекорд пассажиропотока МЦК — 490 тысяч пассажиров[108]. 7 ноября 2018 года поезда МЦК перевезли 501 тысячу пассажиров, установив новый рекорд[109].
- За 2018 год перевезено 158 миллионов пассажиров[110]

2019
- 18-22 февраля 2019 года, в дни закрытия северного участка Сокольнической линии метрополитена суточный рекорд пассажиропотока обновлялся несколько раз, максимальный показатель — более 523 тысяч пассажиров перевезли «Ласточки» 20 февраля 2019 года[111][112].
- 1 апреля 2019 года по МЦК был перевезён 300-миллионный пассажир[93]. 3 апреля 2019 года, в один из дней закрытия нескольких станций Сокольнической линии, был установлен очередной рекорд пассажиропотока — поезда МЦК перевезли 543 тысячи пассажиров[113]. После введения новых интервалов в ноябре 2019 года был обновлён новый рекорд пассажиропотока — 29 ноября 2019 года перевёз 571 тысяч 343 человека[114]. 25 декабря 2019 года на МЦК был поставлен новый рекорд ежедневных перевозок — 580 112 пассажиров[6]. 7 октября 2020 года на станции Бульвар Рокоссовского был зарегистрирован 500-миллионный пассажир[97]. 29 июня 2021 года — 600-миллионный пассажир на «Площади Гагарина», на 100 миллионов пассажиров потребовалось 9 месяцев[98].
- За 5 лет с 2016 по 2021 год всего было перевезено 633 миллиона пассажиров[99].

2021
- За 11 месяцев 2021 года перевезено 135 миллионов, всего с открытия около 666,5 миллионов[100].

2022
2023
- 22 февраля — более 640,4 тысячи за сутки, всего с 2016—863,4 миллиона пассажиров[94].
- 25 мая — более 900 миллионов[101].
- На 11 сентября — за 7 лет, со дня открытия в 2016 году, совершено 945 миллионов поездок[102].
- На 6 октября — с начала года перевезено 115,7 миллиона, с 2016 года — 956 миллионов пассажиров, названы три лидирующие станции[103].

2024
- на 10 сентября более 1 миллиарда поездок за 8 лет[115].

2025
- на июль 1 миллиард 234 миллиона пассажиров[116].

### Пассажиропоток по станциям
Пассажиропоток, тыс. человек; 2018 год:
| Станция               | Среднемесячный | Среднесуточный |
| --------------------- | -------------- | -------------- |
| Автозаводская         | 529            | 17             |
| Андроновка            | 396            | 13             |
| Балтийская            | 799            | 26             |
| Белокаменная          | 38             | 1              |
| Ботанический сад      | 1060           | 35             |
| Бульвар Рокоссовского | 467            | 15             |
| Верхние Котлы         | 386            | 13             |
| Владыкино             | 1117           | 37             |
| Дубровка              | 420            | 14             |
| ЗИЛ                   | 98             | 3              |
| Зорге                 | 169            | 6              |
| Измайлово             | 730            | 24             |
| Коптево               | 574            | 19             |
| Крымская              | 389            | 13             |
| Кутузовская           | 902            | 30             |
| Лихоборы              | 437            | 14             |
| Локомотив             | 641            | 21             |
| Лужники               | 811            | 27             |
| Москва-Сити           | 612            | 20             |
| Нижегородская         | 552            | 18             |
| Новохохловская        | 90             | 3              |
| Окружная              | 632            | 21             |
| Панфиловская          | 385            | 13             |
| Площадь Гагарина      | 1649           | 54             |
| Ростокино             | 694            | 23             |
| Соколиная Гора        | 240            | 8              |
| Стрешнево             | 231            | 8              |
| Угрешская             | 137            | 4              |
| Хорошёво              | 551            | 18             |
| Шелепиха              | 353            | 12             |
| Шоссе Энтузиастов     | 680            | 22             |

## Режим движения

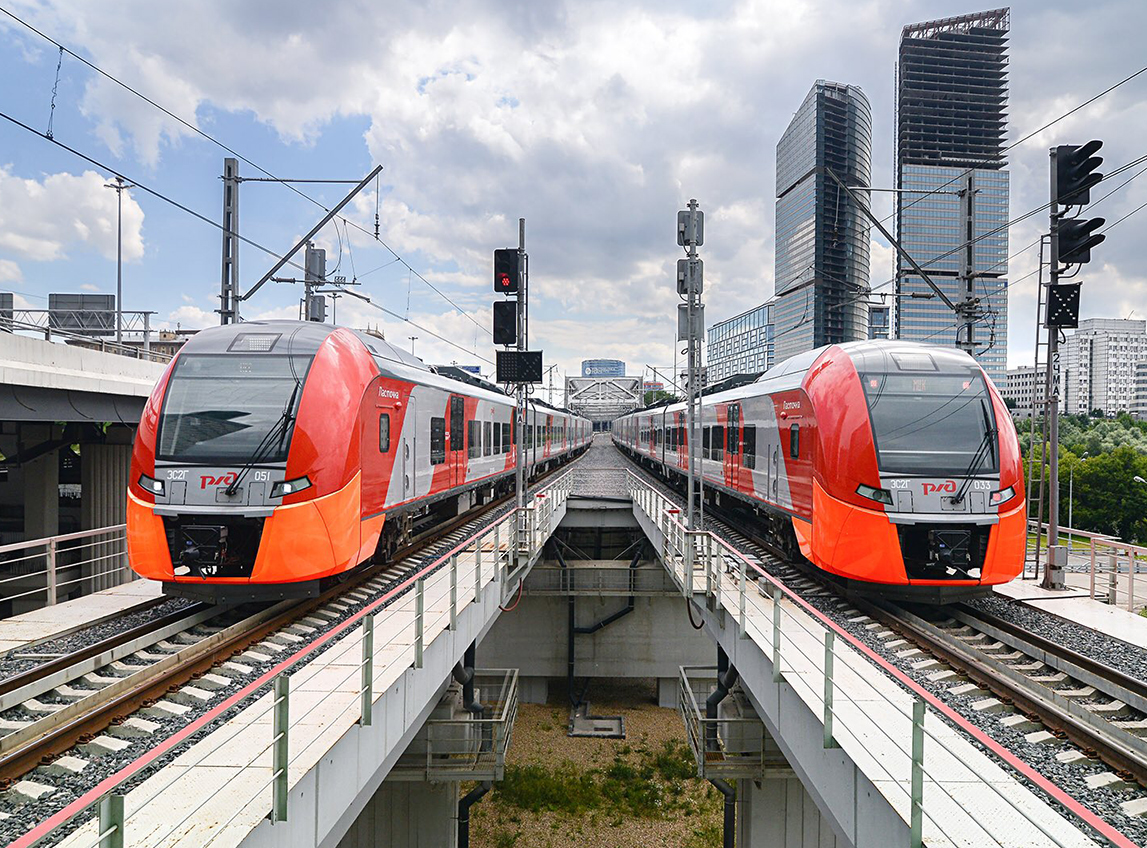
Встреча электропоездов ЭС2Г на эстакаде перед платформой Москва-Сити

В целом график работы МЦК частично совпадает с графиком работы метрополитена — платформы открыты для пассажиров с 05:30 до 00:25-01:00. Движение поездов с пассажирами осуществляется с 5:45 до 1:10. Поезда останавливаются у высоких островных и береговых платформ в режиме метро, по всем пунктам. Полный круг состав проезжает за 88 минут, таким образом, маршрутная скорость электропоезда составляет примерно 37 км/ч.
Первые электропоезда выходят на линию в 05:27, движение с пассажирами они начинают в 05:45, при этом свой путь по кольцу поезда начинают в одно и то же время как в будни, так и в выходные дни. Последняя электричка прибывает на платформу Панфиловская в 1:05.

### Интервал движения

#### 6 минут в час пик
В первые месяцы эксплуатации в день по маршруту курсировало 134 пары электропоездов. Интервал движения составлял 6 минут в пиковые часы (7:30-11:30, 17:30-20:30; по субботам, воскресеньям и праздникам пиковые часы — с 13:00 до 18:00), 12 минут в остальное время.

#### 5 минут в час пик
С 1 мая 2017 года интервалы сократились до 5 и 10 минут соответственно, число рейсов увеличилось до 354 в день (177 пар по будням и 150 по выходным), также увеличилась продолжительность вечернего час пик (16:00—21:00) и часа пик по выходным (12:40—18:20), однако при этом увеличилось время прохождения составом полного круга — с 84 до 90 минут.
В часы пик на маршруте было задействовано 42 состава электропоезда «Ласточка» (по 21 в каждом направлении). После окончания пиковой нагрузки часть электропоездов высаживала пассажиров и направлялась в парки отстоя.
Первые утренние поезда начинают посадку пассажиров почти одновременно с восьми остановочных пунктов:
- ЗИЛ — 05:45;
- Шелепиха — 05:49;
- Площадь Гагарина — 05:48;
- Балтийская — 05:48;
- Ботанический сад — 05:45;
- Окружная — 05:50;
- Шоссе Энтузиастов — 05:50;
- Угрешская — 05:49.

Последние поезда ночью высаживают пассажиров на следующих остановках:
- Нижегородская — 00:51;
- Балтийская — 00:58;
- Андроновка — 01:00;
- Панфиловская — 01:05.

Компании РЖД удалось добиться такой высокой частоты следования составов главным образом за счёт внедрения на МЦК системы интервального регулирования движения, работающей в автоматическом режиме.

#### 4 минуты в час пик
21 ноября 2019 года интервал движения поездов МЦК сократился до 4 минут в часы пик и 8 минут вне пика. Количество рейсов «Ласточек» в будние дни увеличилось на 36 % — с 354 до 484 в сутки, а в выходные дни выросло на 40 % — с 300 до 422. Число поездов «Ласточка» выросло с 42 до 51. Время оборота полного круга сократилось с 90 до 88 минут.

#### Дальнейшее развитие
С 2021 года РЖД было запланировано внедрять на этой линии систему беспилотного управления электропоездами. Разработка специальных модулей технических средств по этому направлению велась компанией с 2018 года. По заявлению экс-министра транспорта Максима Соколова,[когда?] была «начата работа по поэтапному переходу на систему управления движения поездом без машиниста со степенью автоматизации уровня 3 в соответствии с международными стандартами».

## Оплата проезда и интеграция с метрополитеном

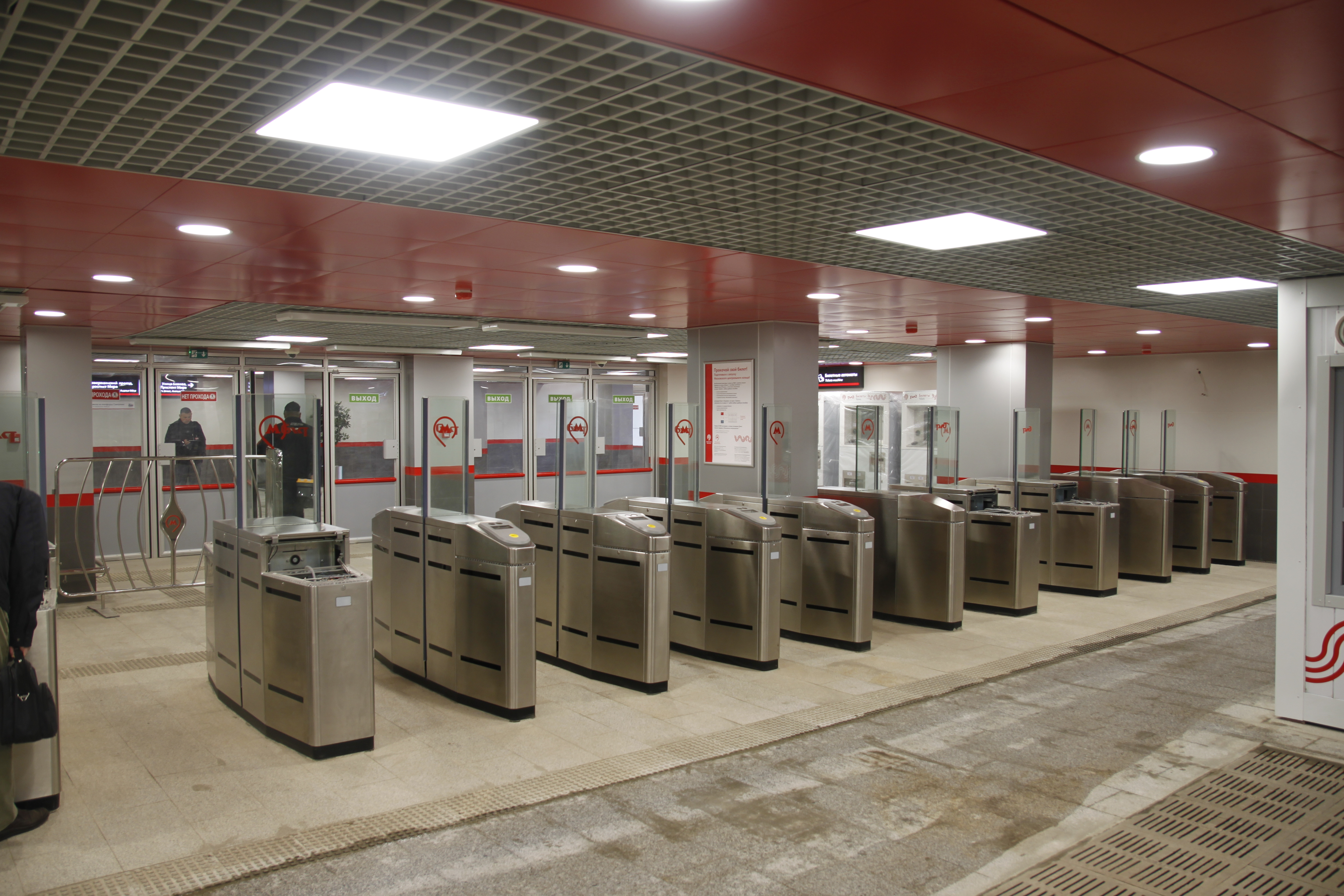
Турникетный зал на МЦК

Карта МЦК и метрополитена

С 11 октября 2016 года для оплаты проезда на МЦК используются единые для Московского городского транспорта бесконтактные билеты и перезаписываемые смарт-карты, в том числе, карта «Тройка», социальная карта москвича и другие. Для билетов с ограниченным числом поездок предусмотрена возможность бесплатной пересадки между станциями МЦК, расположенными поблизости от станций метрополитена и монорельса в течение 90 минут с момента прохода без дополнительного гашения поездки или списывания денег. На МЦК частично действуют те же столичные социальные льготы, что и в метро. В этих целях на МКЖД действует как федеральное, так и московское (не в полном объёме) законодательство о льготах.
Предоставляется федеральная льгота на проезд в пригородных поездах на основании справки из ПФР (основная часть — инвалидам из других регионов РФ, а также не имеющие при себе соцкарту, но имеющие справку).
Однако с 11 октября, с первого дня работы кольца в платном режиме, правом бесплатного проезда не могут воспользоваться региональные льготники из Московской области, а также сотрудники московской полиции, дружинники и ряд других категорий получателей льгот города Москвы.
Контроль проездных билетов и гашение поездок либо списание денежных средств (в зависимости от вида билета) осуществляется при входе на остановочные пункты МЦК с помощью турникетов аналогично станциям метрополитена. Турникеты имеют распашные либо раздвижные створки, открывающиеся на вход при поднесении билета к валидатору. При этом на турникете загорается зелёная лампа и отображается оставшееся число поездок, а если билет был использован менее 90 минут назад при входе на станцию метро или монорельса и после этого не использовался в городском транспорте, на турникете загорается слово «ПЕРЕСАДКА» и поездка не списывается. На выход турникеты открывают створки для пассажиров в свободном режиме. Однако беспрепятственные пересадки (минуя турникеты) между метрополитеном и МЦК отсутствуют на всех ТПУ, в том числе имеющих прямую пересадку. Поэтому хотя сохранение билета после прохода через входной турникет в целом необязательно, в случае необходимости пересадки с МЦК в метрополитен или наоборот без дополнительного гашения поездки в течение 90 минут пассажиру всё же потребуется сохранить билет, использованный им ранее при входе, и использовать его же при входе через турникеты во время пересадки.
При использовании билета «90 минут»:
- Если поездка начата на наземном транспорте, то при входе в метро или МЦК начинается второй таймер в 90 минут. Возможно дальнейшее использование наземного транспорта до истечения первого таймера, но это обнулит второй.
- Если поездка открыта на метро или МЦК, то можно совершить одну или две пересадки (или ни одной), после чего завершить поездку на наземном транспорте (любого маршрута) при наличии остатка времени.
- При переходе между метро или МЦК использование наземного транспорта не допускается.

Возможность бесплатной пересадки имеет ряд ограничений:
- Пересадка осуществляется между станциями разных рельсовых транспортных систем (МЦК — метро — монорельс) в течение 90 минут.
- В рамках одной пересадки билет не должен использоваться в уличном транспорте (трамвае, троллейбусе, автобусе или маршрутке) между проходами через турникеты метро, монорельса и МЦК, в противном случае при проходе через турникет станции после поездки на наземном транспорте списывается новая поездка.
- Допускается не более одного входа на станции МЦК или монорельса и не более двух входов на станции метрополитена, включая монорельс, если между ними был совершён проход на МЦК.
- По одному билету обрабатывается одновременно только один пересадочный цикл, то есть двум пассажирам нужно иметь два билета, в противном случае протарифицируется как 3 поездки, трём — 5 и т. д.
- Бесплатная пересадка по использованному ранее билету с ограниченным числом поездок может осуществляться только между определёнными станциями разных систем московского рельсового транспорта, обозначенными на схеме (или текстом) как пересадочные, во всех остальных случаях происходит списание ещё одной поездки. Список станций указан в приложении 2 к постановлению Правительства Москвы 519-ПП от 22.08.2016 года (п.2.1. и 2.2)[130]. Согласно этому постановлению, возможны также пересадки с любых станций МЦК на станции монорельса «Тимирязевская» и «Выставочный центр», а с любых станций монорельса — на станции МЦК Ботанический сад, Ростокино, Окружная, Владыкино. Согласно постановлению Правительства Москвы 651-ПП от 10.10.2016, добавилась пересадка на станцию монорельса «Улица Милашенкова». Кроме того, турникеты позволяют пересадку с МЦК на станции ВДНХ, Тимирязевская, Фонвизинская, а также с метро на станцию МЦК Ростокино. Но данные пересадки, а также пересадки между МЦК и монорельсом практически бесполезны ввиду большого расстояния между ними.[источник не указан 371 день]
- Контроль времени осуществляется только общие 90 минут и только по входу, поэтому при быстром оформлении документов, передаче вещей и т. п. возможны ситуации, что пассажир укладывается как между официальными пересадками, но не так связанными: «Кожуховская-Угрешская», «ЗИЛ/Парк Легенд-метро Автозаводская», так и при треугольных проходах «Водный Стадион-Балтийская», «Семёновская-Измайлово» и т. п.[источник не указан 371 день]
- Программа не различает вестибюль входа (при наличии двух и более), кроме Москва-Сити, где пересадочной считается только станция Международная, но не учтена временная пересадка из МЦК при следовании в сторону Раменок.[источник не указан 371 день]

До марта 2022 года оплата проезда с помощью биометрии (Face Pay) была недоступна на МЦК. С 16 марта сервис стал доступен на станции Кутузовская МЦК. С 10 сентября Face Pay заработал на всех станциях кольца.

## Транспортно-пересадочные узлы

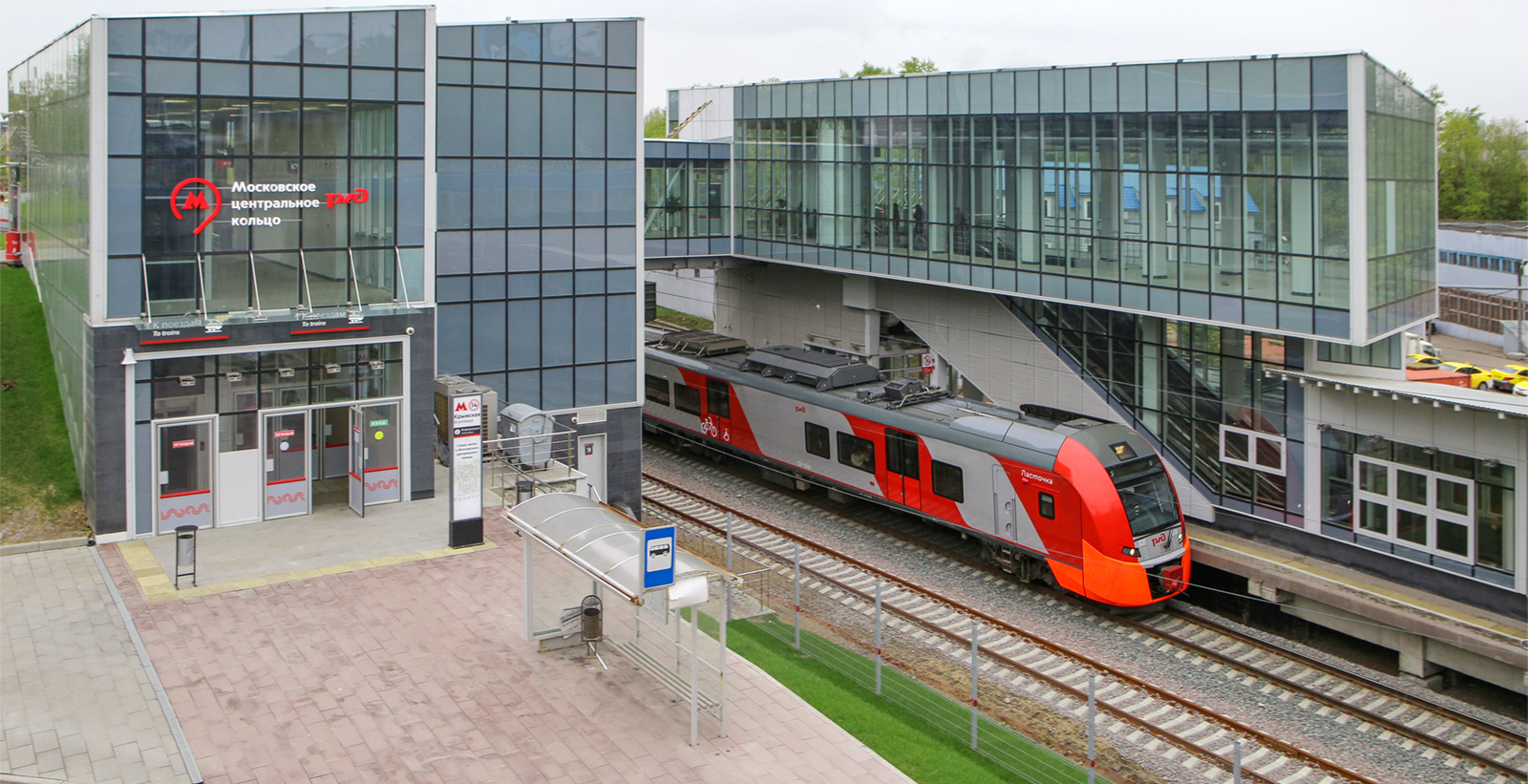
Пример транспортно-пересадочного узла платформы на МЦК в виде надземного перехода. На переднем плане — автобусная остановка

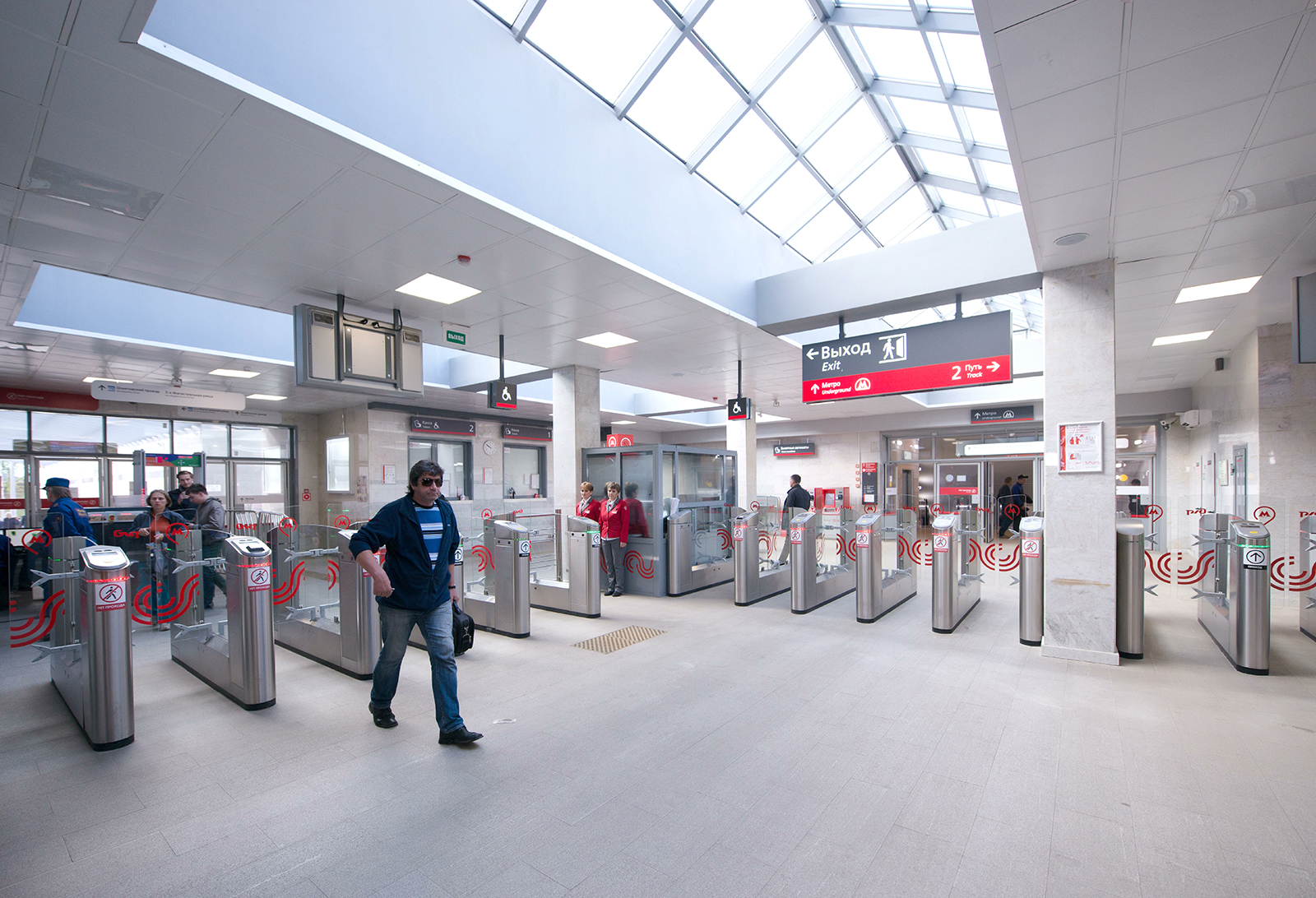
Турникетный зал платформы. Слева — выход в город, справа — переход на станцию метро

Вся железнодорожная инфраструктура МКЖД находится в собственности ОАО «РЖД». Правительство Москвы и привлечённые им компании-инвесторы сооружают транспортно-пересадочные узлы (ТПУ), которые вместе с основной инфраструктурой обеспечивают значительную интеграцию с метрополитеном — тактовое движение электропоездов с остановками по всем пунктам и минимальными интервалами в часы пик, характерными для метро (без публикации расписания); проезд пассажиров по единым тарифам и билетам, пересадку с МКЖД на метро и обратно без дополнительной оплаты в течение 90 минут.
Большинство платформ МЦК работают в режиме транспортно-пересадочных узлов, в дальнейшем функцию ТПУ будут выполнять почти все платформы. Среди них будет 19 крупных ТПУ. После строительства новых участков метрополитена и переноса ряда железнодорожных платформ ближе к МКЖД станут возможными 17 пересадок на 11 линий метрополитена (включая строящиеся) и 10 пересадок на 10 (из 11) радиальных направлений железной дороги. С запуском движения по кольцу у пассажиров появилось более 350 возможных вариантов пересадок при перемещении по городу, что позволит уменьшить нагрузку на метрополитен и центральную часть Москвы.
В некоторых местах платформы радиальных направлений Московского железнодорожного узла для удобства пассажиров будут перенесены ближе к платформам МКЖД.
Большинство транспортно-пересадочных узлов оснащены системой крытых переходов и галерей, защищающей пассажиров от осадков. По состоянию на декабрь 2021 года полностью крытая пересадка на станции метрополитена без выхода на улицу присутствует на 7 остановочных пунктах МЦК:
- Площадь Гагарина (через подземный переход),
- Кутузовская (через совмещённый северный вестибюль, а также через надземный переход и совмещённый фасад южного вестибюля станции метро),
- Москва-Сити (через совмещённый вестибюль под эстакадой),
- Шелепиха (через подземный переход),
- Владыкино (через надземный переход и совмещённый северный вестибюль),
- Локомотив (через надземный переход),
- Нижегородская (через совмещённый вестибюль под эстакадой).

На радиальные направления железных дорог полностью крытая пересадка на декабрь 2021 года имеется на следующих остановочных пунктах:
- Стрешнево (через совмещённый северный вестибюль),
- Лихоборы (через надземный переход),
- Ростокино (через подземный переход),
- Нижегородская (через совмещённый вестибюль под эстакадой).

На 26 станциях устроены лифты для маломобильных пассажиров, эскалаторы, на 5 станциях — специальные подъёмники для инвалидов-колясочников. На каждом ТПУ имеются кассы с заниженным уровнем окна, на всех ТПУ есть туалеты/санитарные комнаты, адаптированные для людей с ограниченными возможностями. Все платформы МЦК оборудованы тактильным покрытием. Возле 13 ТПУ планируется расположить перехватывающие парковки.

## Остановочные пункты
Всего на Малом кольце имеется 31 остановочный пункт с высокими платформами, входящий в состав транспортной системы МЦК. В железнодорожной терминологии они являются лишь остановочными пунктами (платформами) и не являются железнодорожными станциями, при этом в СМИ и на маршрутных указателях их называют станциями МЦК, аналогично станциям метро. По состоянию на начало октября 2016 года закончено строительство пассажирских платформ и большинства сходов и вестибюлей, отдельные вестибюли достраивали до конца 2017 года. Остановочные пункты строились как на перегонах, так и в границах существующих технических железнодорожных станций МК МЖД с проведением капитальной реконструкции.
В приведённой ниже таблице остановочные пункты указаны в порядке возрастания километража Малого кольца: от нулевой отметки — пересечения с Ленинградским направлением — по часовой стрелке. Здесь также отмечены существующие и планируемые пересадки на станции метро и на радиальные направления Московского железнодорожного узла. Некоторые пересадочные узлы имеют крытые отапливаемые переходы (отмечены символом ). Остальные наземные пересадки предполагают выход пассажира на улицу. Средняя длина перехода — 200—300 метров, самый длинный — Хорошёво—Полежаевская — 700 метров. Проектные названия многих платформ МЦК отличались от нынешних, летом 2016 года в названия некоторых из них были внесены изменения, утверждённые правительством Москвы. 10 сентября 2016 года с началом пассажирского движения открыты 26 станций. Ещё 2 — Соколиная Гора и Дубровка — открылись 11 октября 2016 года, Коптево — 1 ноября 2016 года, Зорге — 4 ноября 2016 года; последней была введена в строй Панфиловская — 8 ноября 2016 года.
|        | Название станции Прежние названия                        | Дата открытия    | Пересадки   | Высота-глубина, м | Координаты                      | Вид станции |
| ------ | -------------------------------------------------------- | ---------------- | ----------- | ----------------- | ------------------------------- | ----------- |
| @14 01 | «Окружная»                                               | 10 сентября 2016 | 10 D1       | 0                 | 55°50′56″ с. ш. 37°34′16″ в. д. |             |
| @14 02 | «Владыкино»                                              | 10 сентября 2016 | 09          | 0                 | 55°50′50″ с. ш. 37°35′31″ в. д. |             |
| @14 03 | «Ботанический сад»                                       | 10 сентября 2016 | 06          | 0                 | 55°50′44″ с. ш. 37°38′25″ в. д. |             |
| @14 04 | «Ростокино»                                              | 10 сентября 2016 |             | 0                 | 55°50′22″ с. ш. 37°40′04″ в. д. |             |
| @14 05 | «Белокаменная»                                           | 10 сентября 2016 |             | 0                 | 55°49′46″ с. ш. 37°42′09″ в. д. |             |
| @14 06 | «Бульвар Рокоссовского»                                  | 10 сентября 2016 | 01          | 0                 | 55°49′02″ с. ш. 37°44′13″ в. д. |             |
| @14 07 | «Локомотив»                                              | 10 сентября 2016 | 01          | 0                 | 55°48′14″ с. ш. 37°44′46″ в. д. |             |
| @14 08 | «Измайлово»                                              | 10 сентября 2016 | 03          | +5                | 55°47′19″ с. ш. 37°44′34″ в. д. |             |
| @14 09 | «Соколиная Гора»                                         | 11 октября 2016  |             | -5                | 55°46′12″ с. ш. 37°44′43″ в. д. |             |
| @14 10 | «Шоссе Энтузиастов»                                      | 10 сентября 2016 | 08          | +5                | 55°45′32″ с. ш. 37°44′47″ в. д. |             |
| @14 11 | «Андроновка»                                             | 10 сентября 2016 | D3          | 0                 | 55°44′51″ с. ш. 37°44′18″ в. д. |             |
| @14 12 | «Нижегородская»                                          | 10 сентября 2016 | 11 15 D4    | +5                | 55°43′56″ с. ш. 37°43′42″ в. д. |             |
| @14 13 | «Новохохловская»                                         | 10 сентября 2016 | D2          | 0                 | 55°43′26″ с. ш. 37°42′58″ в. д. |             |
| @14 14 | «Угрешская»                                              | 10 сентября 2016 | 07 [ a ]    | 0                 | 55°43′06″ с. ш. 37°41′52″ в. д. |             |
| @14 15 | «Дубровка»                                               | 11 октября 2016  | 10 10 [ b ] | 0                 | 55°42′46″ с. ш. 37°40′40″ в. д. |             |
| @14 16 | «Автозаводская»                                          | 10 сентября 2016 | 02          | 0                 | 55°42′23″ с. ш. 37°39′47″ в. д. |             |
| @14 17 | «ЗИЛ»                                                    | 10 сентября 2016 |             | 0                 | 55°41′54″ с. ш. 37°38′54″ в. д. |             |
| @14 18 | «Верхние Котлы»                                          | 10 сентября 2016 | 09          | 0                 | 55°41′24″ с. ш. 37°37′08″ в. д. |             |
| @14 19 | «Крымская»                                               | 10 сентября 2016 |             | -3                | 55°41′24″ с. ш. 37°36′18″ в. д. |             |
| @14 20 | «Площадь Гагарина»                                       | 10 сентября 2016 | 06          | -5                | 55°42′25″ с. ш. 37°35′09″ в. д. |             |
| @14 21 | «Лужники»                                                | 10 сентября 2016 | 01          | +5                | 55°43′15″ с. ш. 37°33′36″ в. д. |             |
| @14 22 | «Кутузовская»                                            | 10 сентября 2016 | 04 D4       | -5                | 55°44′24″ с. ш. 37°32′03″ в. д. |             |
| @14 23 | «Москва-Сити» Деловой центр (с 10.09.2016 до 03.04.2024) | 10 сентября 2016 | 4А D1 D4    | +7                | 55°44′50″ с. ш. 37°31′56″ в. д. |             |
| @14 24 | «Шелепиха»                                               | 10 сентября 2016 | D1          | +5                | 55°45′27″ с. ш. 37°31′32″ в. д. |             |
| @14 25 | «Хорошёво»                                               | 10 сентября 2016 | 07 11       | +5                | 55°46′38″ с. ш. 37°30′26″ в. д. |             |
| @14 26 | «Зорге»                                                  | 4 ноября 2016    | 07          | 0                 | 55°47′21″ с. ш. 37°30′15″ в. д. |             |
| @14 27 | «Панфиловская»                                           | 8 ноября 2016    | 07          | 0                 | 55°47′53″ с. ш. 37°29′59″ в. д. |             |
| @14 28 | «Стрешнево»                                              | 10 сентября 2016 | 02 D2       | 0                 | 55°48′49″ с. ш. 37°29′13″ в. д. |             |
| @14 29 | «Балтийская»                                             | 10 сентября 2016 | 02          | 0                 | 55°49′33″ с. ш. 37°29′46″ в. д. |             |
| @14 30 | «Коптево»                                                | 1 ноября 2016    |             | 0                 | 55°50′23″ с. ш. 37°31′12″ в. д. |             |
| @14 31 | «Лихоборы»                                               | 10 сентября 2016 | D3          | 0                 | 55°50′50″ с. ш. 37°33′05″ в. д. |             |

## Навигация
В августе 2017 года был начат дубляж названий станций и номера линии на английский язык. В конце августа на четырёх станциях МЦК появились тактильные мнемосхемы для слабовидящих пассажиров.
В мае 2022 года Московский метрополитен объявил об обновлении указателей, сообщив, что к концу июня 2022 года все выходы МЦК будут пронумерованы (аналогично станциям московского метро).

## Подвижной состав

### Пассажирский подвижной состав

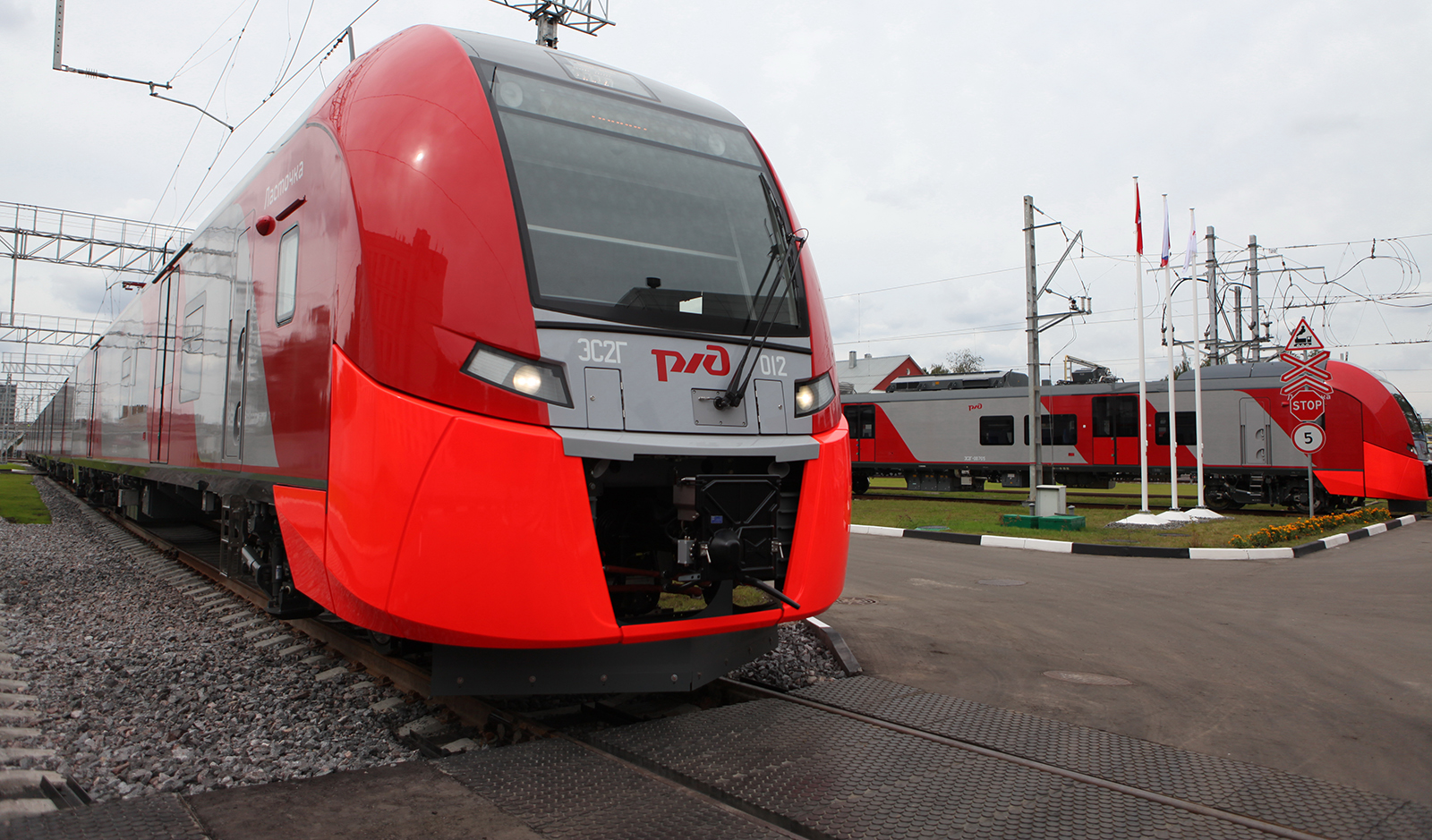
Электропоезда ЭС2Г в депо Подмосковная

В качестве подвижного состава городской электрички используются электропоезда ЭС2Г «Ласточка» из модельного ряда «Siemens Desiro». Каждый поезд состоит из 5 бестамбурных вагонов общей вместимостью 1200 пассажиров; каждый вагон имеет две прислонно-раздвижные двери с каждой стороны. Поезда получают электропитание через крышевые токоприёмники от верхней контактной сети номинального напряжения 3000 В постоянного тока, как и на прочих линиях Московского железнодорожного узла (против 825 В и контактного рельса на метрополитене). Поезд оснащён бесшумными тяговыми редукторами, шумовибропоглощающей подвеской, вагонными тележками c дисковыми тормозами с накладками из специальных композитных материалов. Электропоезда с особо защищёнными токопроводящими линиями и подвагонным пространством рассчитаны на эксплуатацию при температуре наружного воздуха от −40 °C до +40 °C.

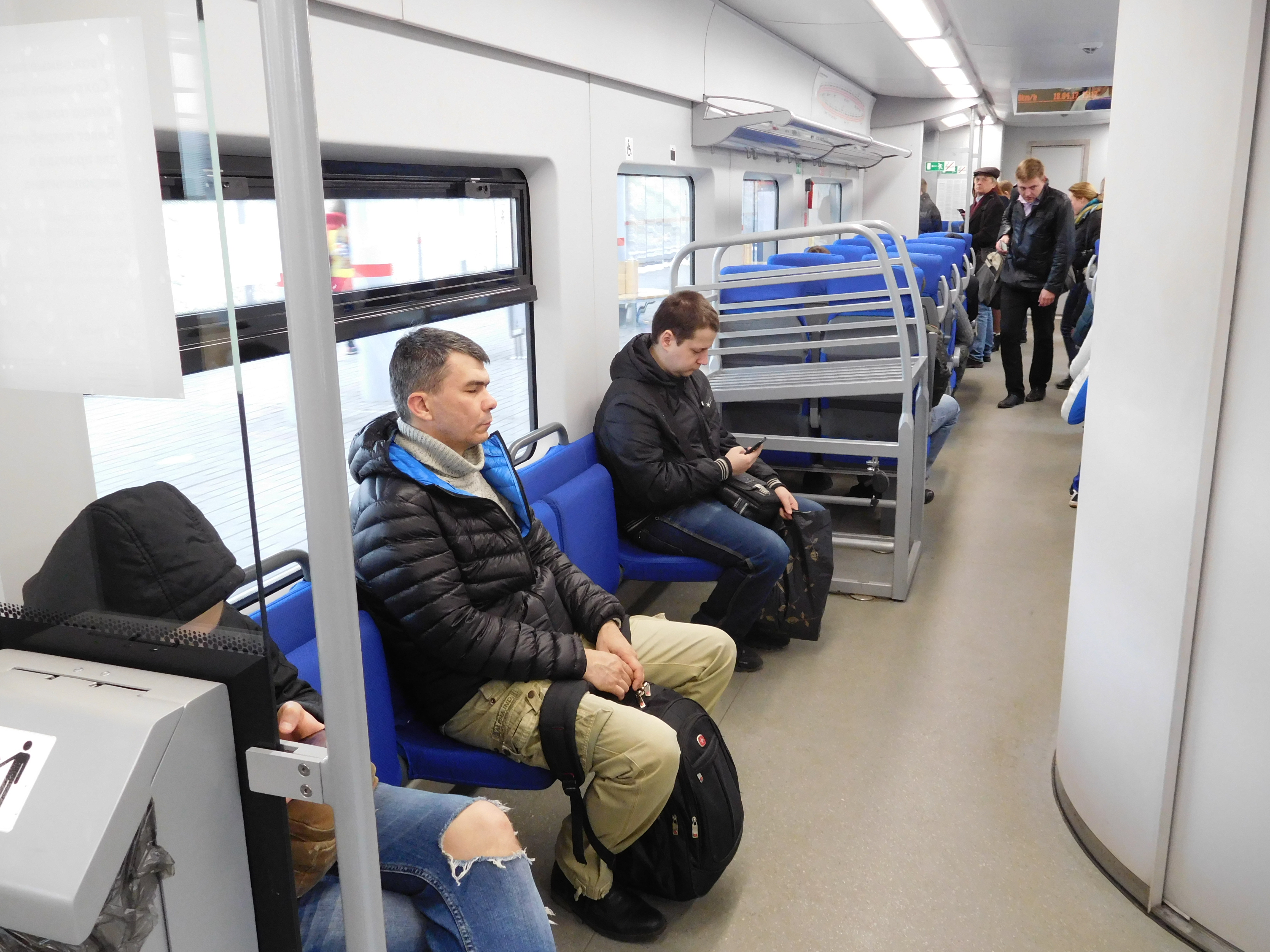
Расположение сидений в головных вагонах: часть сидений напротив санузла боковые откидные, остальные — кресельные

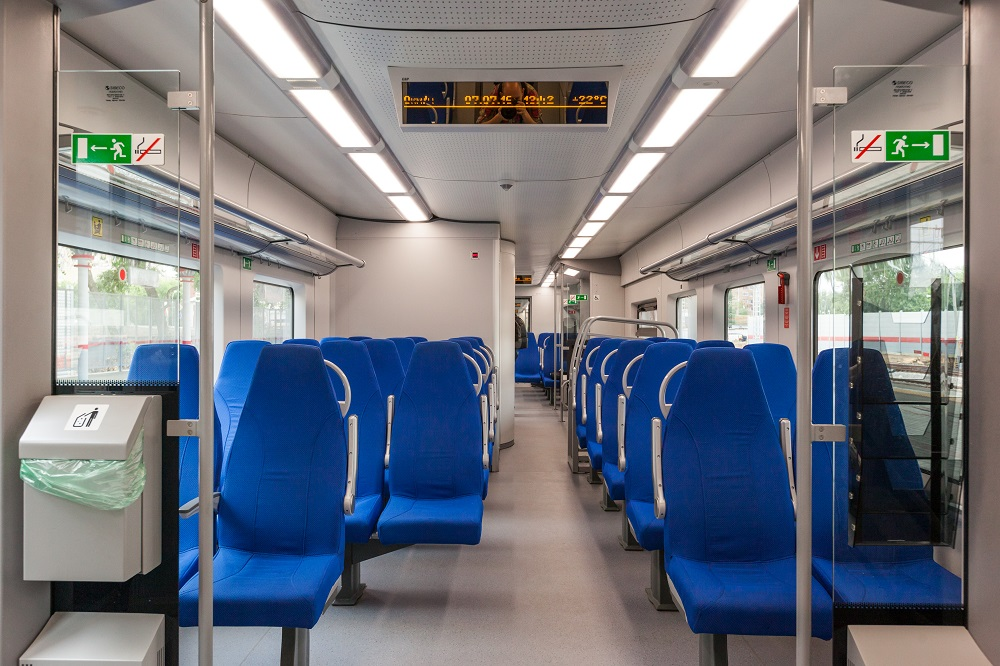
Салон головного вагона, вид назад. Сиденья расположены по схеме 3+2

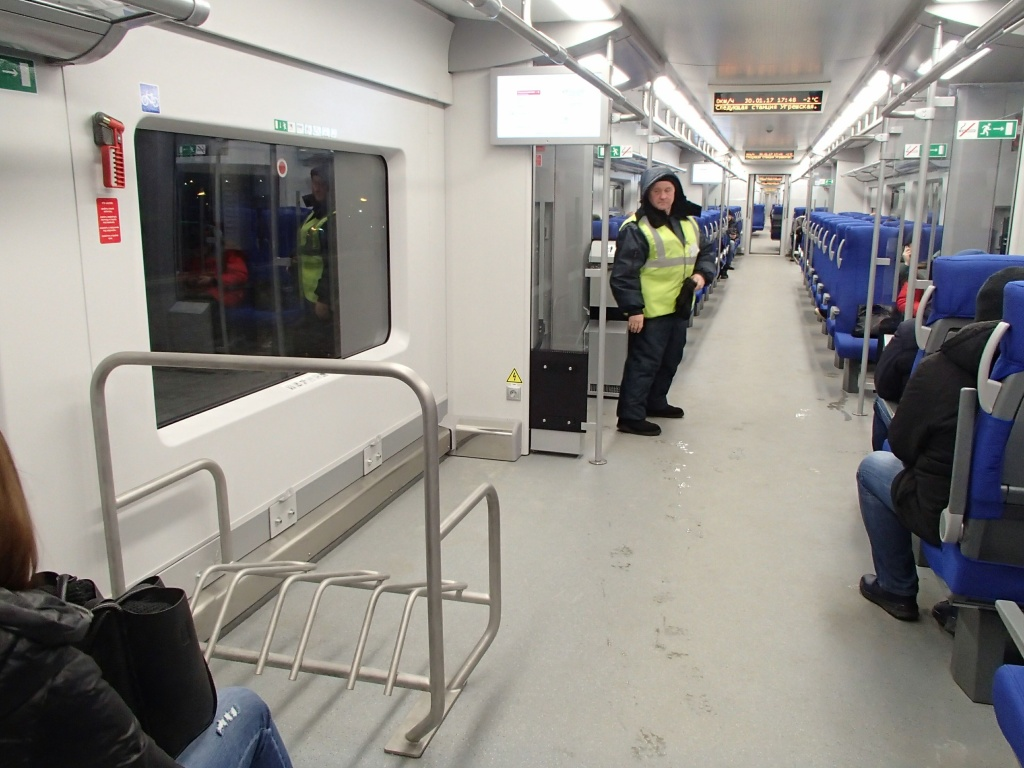
Салон промежуточного вагона с токоприёмником. Сиденья расположены по схеме 2+2. Слева видна площадка для стоячих пассажиров, велосипедов, колясок и багажа

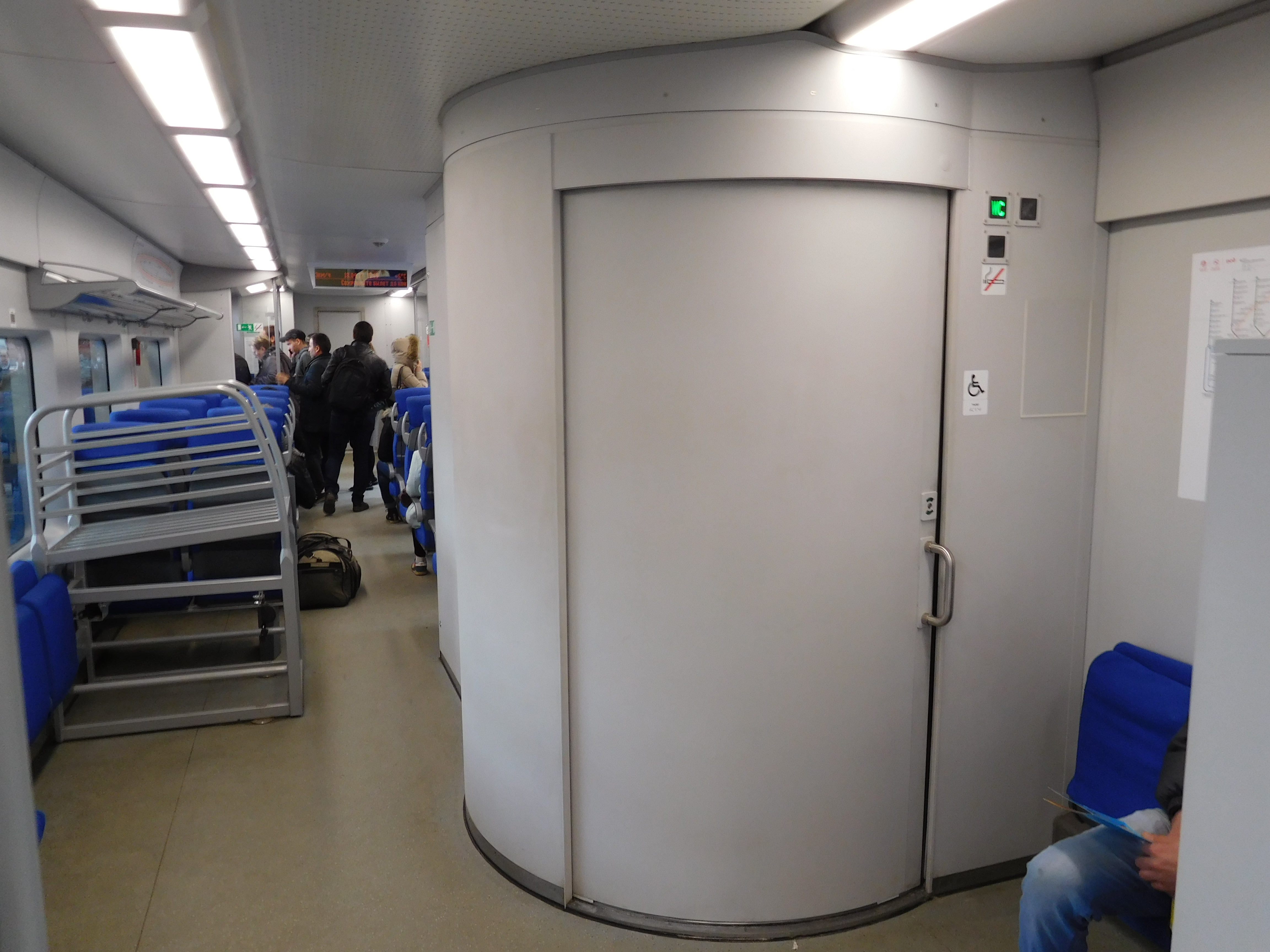
Круглый санузел в головном вагоне «Ласточки», курсирующей по МЦК

Салоны поездов имеют по две двустворчатые двери с каждой стороны, входная зона бестамбурная и отделена от зоны сидений небольшими перегородками. Салоны оснащены кондиционерами и электрическими розетками, между вагонами имеется сквозной проход с дверями. В салонах поездов большая часть сидений представляет собой мягкие кресла, размещённые по схеме 3+2 и 2+2. В головных вагонах в зоне санузлов имеются боковые откидные сиденья. Все сиденья имеют мягкую обивку синего цвета.
Электропоезда до номера 044 включительно имеют салоны пригородно-городского исполнения на 386 сидений  У электропоездов начиная с номера 045 салон имеет городское исполнение на 346 сидений для увеличения вместимости состава и улучшения условий проезда стоячих пассажиров  В салонах поездов с номера 045 установлены горизонтальные поручни для удобства стоячих пассажиров по 2 с каждой стороны, за исключением среднего промежуточного вагона, где поручни есть только со стороны, где сиденья расположены в 2 продольных ряда. В промежуточных вагонах с токоприёмником вместо части сидений размещены зоны для перевозки велосипедов и багажа, оборудованные велокреплениями. В салонах возле дверей установлены цветные информационные мониторы, отображающие часть схемы маршрута с пересадками и текущее положение поезда на маршруте, что имеет большую важность для городских поездов с частыми остановками.
Все поезда городской электрички приписаны к моторвагонному депо ТЧ-96 Подмосковная, построенному специально для обслуживания и ремонта электропоездов «Ласточка» рядом со станцией Рижского направления МЖД Подмосковная в московском районе «Аэропорт» недалеко от метро Сокол. Проезд из депо и в депо осуществляется по электрифицированной в 2016 году соединительной ветви Подмосковная — Серебряный Бор (однопутный перегон). Помывка в специальных моечных комплексах, экипировка, подготовка подвижного состава в рейс будут производиться в парках экипировки Домодедово и Апрелевка. Дневной и ночной отстой электропоездов осуществляется:
- в депо Подмосковная
- на станции Пресня: боковые пути № 4-11 парка Пресня
- на станции Андроновка: пути № 4-8 парка А и пути № 21-27 парка Б
- на станции Лихоборы: тупиковые пути № 4ПБ-10ПБ нечётного парка Братцево
- на станции Белокаменная: боковые пути № 4-6 и тупиковые пути № 7-9

В перспективе рассматривается возможность удлинения составов ЭС2Г, эксплуатирующихся на МЦК, до 10 вагонов за счёт сцепа двух поездов по системе многих единиц, применяемой на «Ласточках», курсирующих на радиальных направлениях МЖД. Однако для этого необходимо продление большинства платформ, длина которых по состоянию на 2017 год рассчитана на приём составов максимум из 7 вагонов, а также переукладка путей на части из них. В качестве альтернативы рассматривается возможность включения в действующие пятивагонные составы дополнительных двухвагонных промежуточных секций из моторного и прицепного вагонов с целью увеличения числа вагонов в составе до семи.
Стоимость одного 5-вагонного состава поезда «Ласточка» составляет 8,7 млн евро.

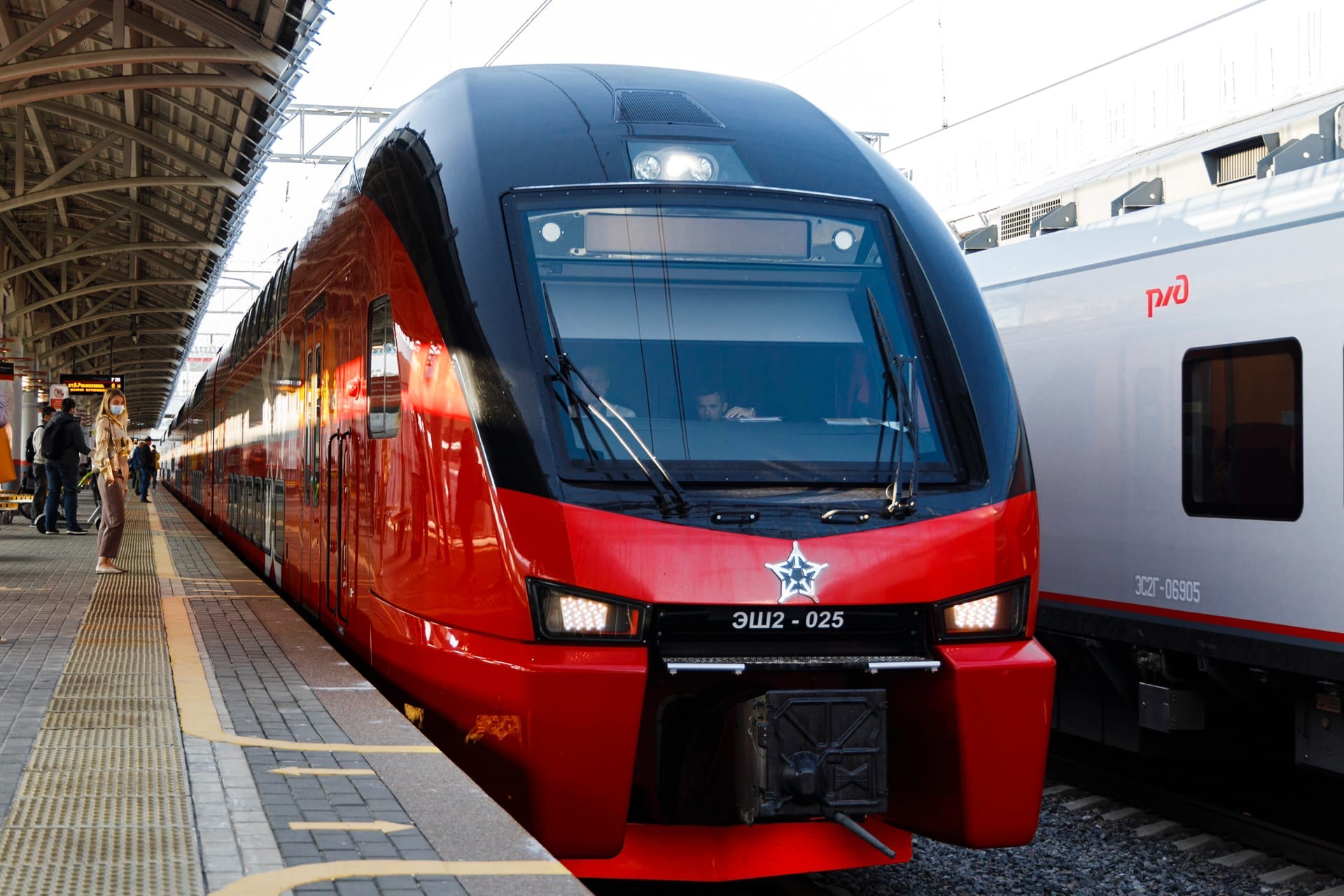
Электропоезд ЭШ2-025 на платформе

С 25 августа по 8 сентября 2021 года с целью изучения возможности внедрения на кольце двухэтажных поездов в качестве альтернативы увеличения числа вагонов, в порядке эксперимента на МЦК проводилась тестовая эксплуатация одного двухэтажного шестивагонного электропоезда ЭШ2-025 «Евразия» (Stadler KISS RUS), принадлежащего компании Аэроэкспресс, который ранее работал на маршруте Одинцово — Москва-Смоленская — Аэропорт Шереметьево. Электропоезд ЭШ2 состоит из шести вагонов трёх типов разной длины: прицепного головного (Пг), моторного промежуточного (Мп) и прицепного промежуточного (Пп), при этом во входных тамбурных зонах по концам вагонов пол расположен на уровне платформы, но большую часть вагонов занимают два этажа. В шестивагонной составности поезд имеет 700 сидячих мест, из них 84 места бизнес-класса в одном из головных вагонов по схеме 2+2, 608 мест стандартного класса по схеме 2+3 и 8 откидных. По результатам опытной эксплуатации планируется провести опрос среди пассажиров, удобен ли для них двухэтажный электропоезд вместо одноэтажного, и в дальнейшем принять решение о возможности их использования на кольце.
5 октября 2022 года Департамент транспорта и развития дорожно-транспортной инфраструктуры города Москвы сообщил об обсуждениях вопросов разработки двухэтажных составов для МЦК. По данным департамента, на проработку всех вопросов, связанных с составами, потребуется не менее 4-5 лет.
28 августа 2024 года был запущен первый частично беспилотный поезд «Ласточка». Состав ЭС2Г-113 оборудован нейронными сетями и автоматикой, обеспечивающей третий уровень автоматизации.

## Инвестиции
Общий объём инвестиций в проект реконструкции и запуска пассажирского движения на Малом кольце составлял более 237 миллиардов рублей. Согласно информации гендиректора ОАО «МКЖД» Алексея Зотова, в эту сумму входят инвестиции ОАО «РЖД» (74,8 млрд рублей), Правительства Москвы (10,4 млрд рублей), ОАО «МКЖД» (уставный капитал 26,5 млрд рублей), группы компаний-инвесторов (100,5 млрд рублей). На развитие железнодорожного сегмента проекта в уставный капитал РЖД Правительством России регулярно направлялись бюджетные ассигнования, очередной транш в ноябре 2015 года составил 5,3 млрд рублей. В сентябре 2015 года стало известно, что компания РЖД покидает ОАО «МКЖД», а её долю выкупает правительство Москвы. По данным газеты «Коммерсантъ», причина состояла в том, что железнодорожный холдинг, переживающий проблемы с финансированием своей инвестпрограммы, не готов далее финансировать проект и участвовать в докапитализации МКЖД на 13,4 млрд руб.
В течение 2017—2018 года Правительство Москвы и РЖД планируют выделить 15 миллиардов рублей на дальнейшее развитие МЦК, из них 10,3 миллиарда должно пойти на строительство новых остановочных пунктов на радиальных направлениях МЖД вблизи пересечения с МКЖД и переходов для организации быстрой и удобной пересадки, а ещё 3 — на строительство дополнительных выходов с остановочных пунктов МЦК.
Для развития территорий, прилегающих к ТПУ, привлекается около 40 млрд руб. частных инвестиций. За это городскими властями предпринимателям передаются территории для застройки. Предполагается построить 200 тыс. м² общественно-деловых зон, 300 тыс. м² гостиниц и апарт-отелей, 250 тыс. м² торговых площадей. Девелоперам будут предложены территории вокруг 11 платформ МКЖД — Владыкино, Ботанический сад, Ростокино, Бульвар Рокоссовского, Новохохловская, ЗИЛ, Верхние Котлы, Москва-Сити, Шелепиха, Зорге, Лихоборы.

## Критика

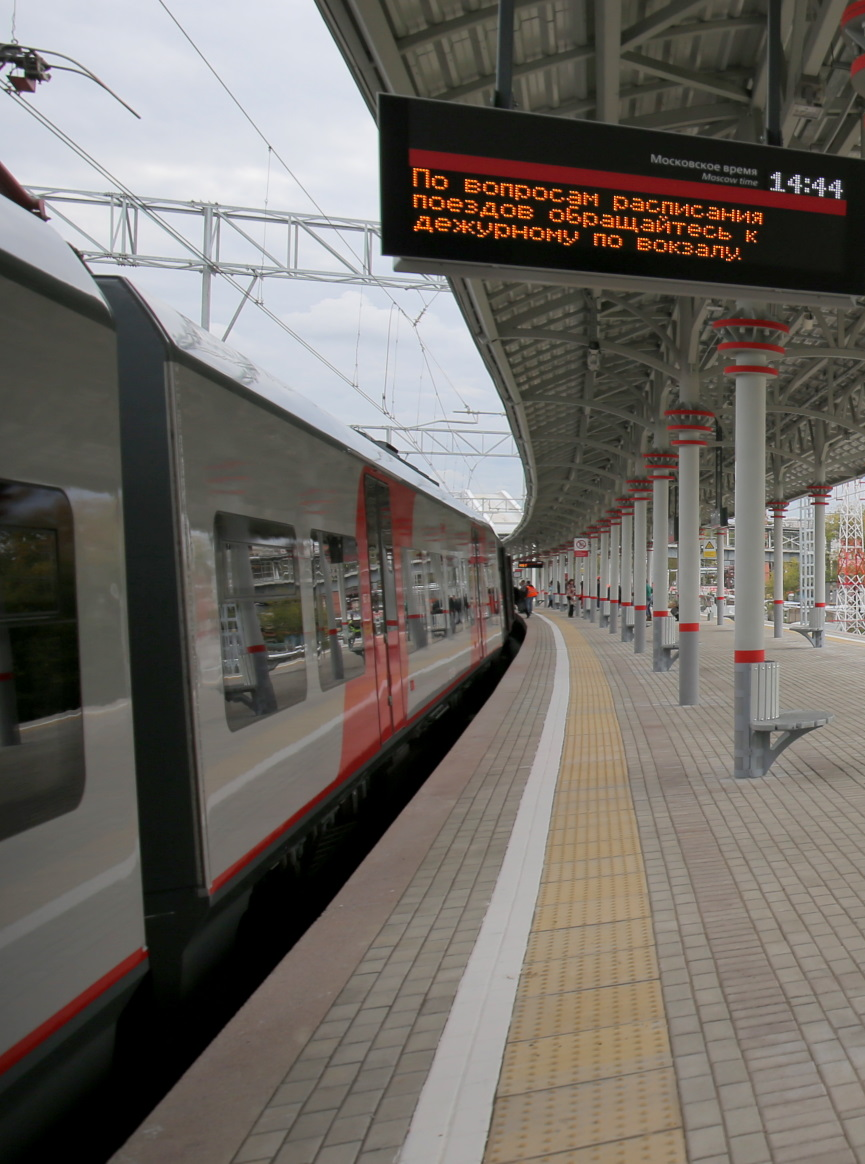
Значительный зазор между платформой и поездом на стал поводом для критики со стороны пассажиров

### Расположение
Ряд экспертов полагает, что в условиях расширения границ города, смещения его «центра тяжести» и транспортных векторов на юг, пассажирское Малое кольцо с колоссальными затратами на его реконструкцию в ходе дальнейшей эксплуатации не окупит себя и окажется убыточным, подобно действовавшему с 2008 по 2025 год в столице монорельсу. Также высказывались сомнения в окупаемости проекта из-за строительства Третьего пересадочного контура метро длиной 54—58 км с 28 станциями, «поскольку на некоторых участках рельсовые системы фактически дублируют друг друга».
По мнению председателя правозащитной организации «Союз пассажиров» Кирилла Янкова, на ряде остановочных пунктов расположение платформ и выходов было неудачно спроектировано.

### Пересадки
Пассажирами критикуется отсутствие в большинстве случаев удобных пересадок на станции метро и отсутствие близко расположенных к кольцу станций метрополитена на ряде линий. Фактически по состоянию на 2016 год, только 6 станций из 31 имели полностью крытую пересадку (Владыкино, Кутузовская, Локомотив/Черкизовская, Площадь Гагарина/Ленинский проспект, Деловой центр/Международная и Шелепиха), а на станции Ботанический сад, хотя и необходим выход на улицу, но расстояние перехода не превышает обычного расстояния между пересадочными станциями метрополитена (в перспективе планируется строительство подземного перехода). В остальных случаях пассажирам приходится выходить из метро на улицу и идти к станции, причём расстояние может быть довольно большим. Например, от платформы Лужники до метро — около 200 м, от платформ Автозаводская, Балтийская, Хорошёво, Измайлово, Дубровка до метро — около 700 м, а от платформы Угрешская до ближайшей станции метро — более километра. Поводом для критики также стало отсутствие бестурникетных пересадок между остановочными пунктами МЦК и расположенными в непосредственной близости от них станциями метро, а также отсутствие удобной навигации и достаточного количества указателей при непрямых уличных пересадках между МЦК и метрополитеном, особенно заметно проявлявшееся в первые месяцы работы, в результате чего многие пассажиры зачастую не могли найти сразу необходимую станцию, однако вместе с этим ряд источников отмечает, что длинные пересадки естественны, поскольку при проектировании ММКЖД, изначально использовавшегося для грузовых перевозок, не предполагалось, что оно будет переоборудовано под пассажирское движение и что будут осуществляться пересадки на метро.
Критику со стороны пассажиров вызвала также невозможность бесплатной пересадки по билетам с ограниченным числом поездок в течение 90 минут между некоторыми остановочными пунктами МЦК и станциями метрополитена, которые по причине удалённости друг от друга не были внесены в список пересадочных, в особенности Верхние Котлы — «Нагатинская». Примерно с середины октября 2016 года в связи с массовыми жалобами пассажиров на некоторых таких парах станций была введена бесплатная пересадка, однако официальной информации от правительства Москвы по этому поводу не поступало. С 1 января 2017 года официально стали пересадочными станции МЦК Верхние Котлы (на метро «Нагатинская», обозначается на схемах и указателях с 2017 года), Угрешская (на метро «Волгоградский проспект»), ЗИЛ (на метро «Технопарк»); кроме того, добавлена возможность пересадок для станции МЦК Дубровка (стала возможной бесплатная пересадка и на метро «Кожуховская») и Кутузовская (стала возможна бесплатная пересадка и на станцию метро «Парк Победы» Арбатско-Покровской линии).
На 5 станциях из 31 («Локомотив», «Ботанический сад», «Окружная», «Панфиловская» и «Верхние Котлы») невозможна пересадка в обратном направлении без выхода за линию турникетов и повторной оплаты.

### Названия станций
С момента запуска проекта экспертами-урбанистами и транспортниками критикуется принцип наименования станций МЦК. Утверждается, что названия части станций не имеют исторических корней, не привязаны к местности и зачастую дезориентируют пассажиров. Так, станция Верхние Котлы в действительности находится вблизи устья р. Котловки, то есть гидрографически ниже бывшей деревни и нынешней платформы Нижние Котлы, а также на более значительном (более 2 км) удалении от места расположения бывшей деревни Верхние Котлы.

### Оплата проезда
По состоянию на 2016 год у ряда категорий пассажиров (держатели социальной карты жителя Московской области, сотрудники полиции, московской дружины и др.) не были внесены в базу билеты (способы прохода), из-за чего указанные пассажиры остались без положенных льгот (прав беспрепятственного прохода), а сотрудники МЦК, вопреки действующим законам, препятствовали их проходу и требовали повторной полной оплаты проезда, а в кассах указанные льготы не признавали и выдавать разовые льготные билеты отказывались.

### Окупаемость

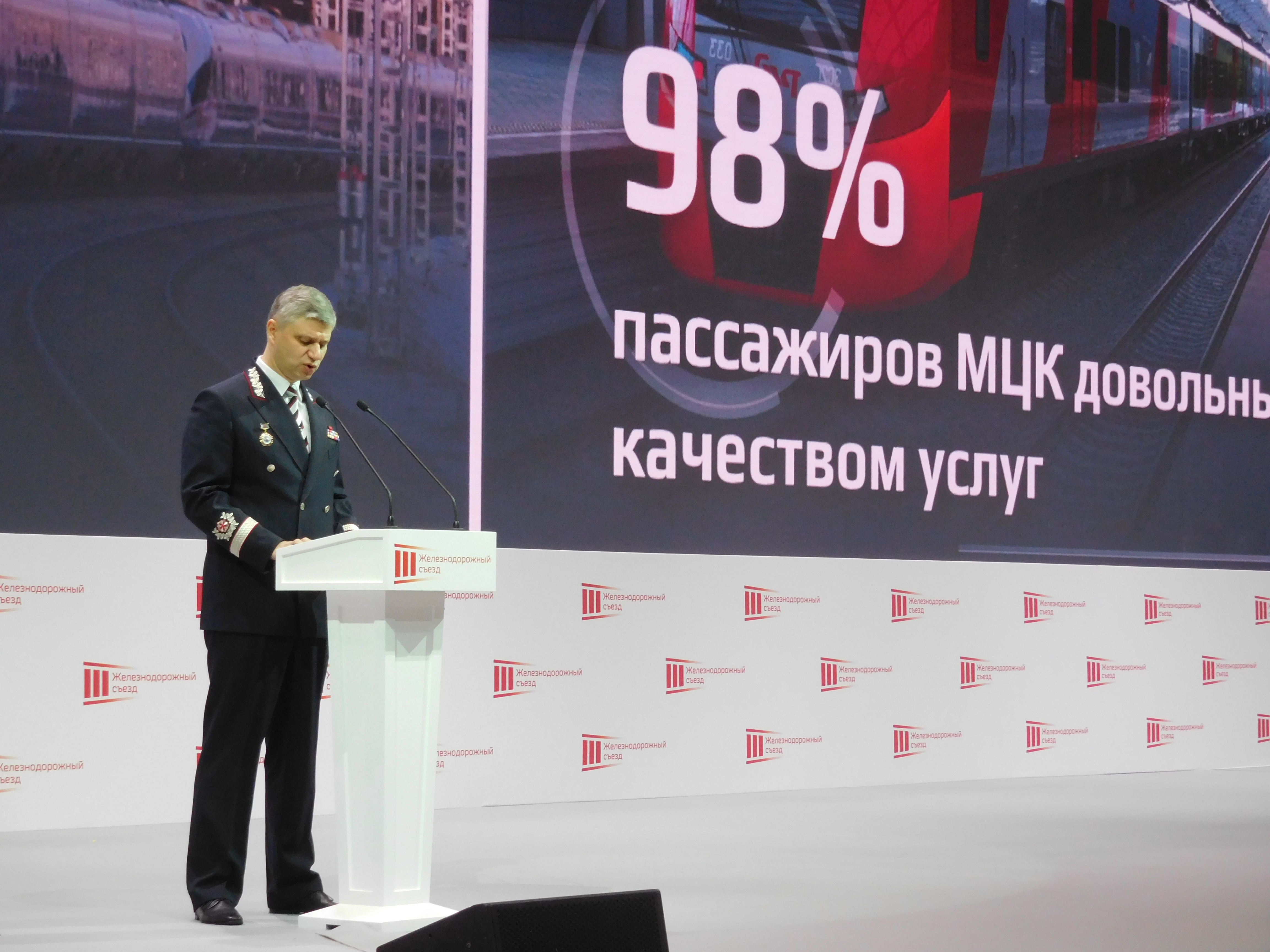
Олег Белозёров докладывает III Съезду железнодорожников о работе МЦК в 2016—2017 годах

По мнению ряда экспертов, многосотмиллиардные инвестиции в проект МЦК выручкой от продажи билетов не окупятся никогда, однако оценивать эффективность проекта только с точки зрения прямого возврата средств неправильно. Рентабельность перевозок на МЦК, если учитывать только затраты РЖД на приобретение поездов и их эксплуатацию, без бюджетных инвестиций на сооружение самой линии и всей её инфраструктуры, составляет 8 %. Опосредованная окупаемость МЦК складывается из развития города и прилегающих к трассе территорий, возрастания деловой активности, обеспечения транспортной альтернативы для пассажиров, комфорта передвижения, экономии времени в пути (в среднем пассажиры МЦК экономят 9-11 минут по сравнению с маршрутом на других видах общественного транспорта), эффекта от развития территорий, повышения транспортной доступности в районах прохождения магистрали, роста их инвестиционной привлекательности, строительства новых бизнес-центров и офисных кластеров вдоль линии МЦК, роста цены недвижимости в зоне притяжения МЦК и связанных с этим налоговых отчислений в бюджеты всех уровней, заказов для промышленности и проектировщиков, внедрения в эксплуатацию инновационных решений, в частности, в области автоматизации перевозок. Всё это в комплексе с выручкой от продажи билетов и услуг, по мнению экспертов, способствует росту капитализации города.

### Загруженность
- 4 апреля 2021 года мэр Москвы С. С. Собянин заявил, что МЦК работает на пределах своих возможностей[174].
- Возможно, одним из средств увеличения пропускной способности МЦК станет ввод в эксплуатацию двухэтажных поездов; первым шагом в этом направлении должна была стать тестовая обкатка одного шестивагонного двухэтажного электропоезда ЭШ2 «Евразия» с 25 августа по 8 сентября 2021 года[152].

### Комментарии
1. ↑  На официальной схеме метро пересадка была обозначена с декабря 2018 по начало марта 2019 года только на указателях в стиле Артемия Лебедева. Пересадочные настенные указатели не изготавливались
2. ↑  Из-за расположения платформы пересадка на «Кожуховскую» по времени равна пересадке на «Дубровку».
3. ↑  В головных вагонах (первый и пятый) имеется по 66 мест (включая 9 боковых откидных), в промежуточных с токоприёмником (второй и четвёртый) — 80, в промежуточном без токоприёмника — 94.
4. ↑  В головных вагонах этих поездов (первый и пятый) имеется по 59 мест (включая 9 боковых откидных), в промежуточных с токоприёмником (второй и четвёртый) — 68 (вместо 12 мест оборудованы площадки для стоячих пассажиров с креплениями для велосипедов), в промежуточном без токоприёмника — 92.